# Liste des églises de la Sarthe
La liste des églises de la Sarthe recense de la manière la plus complète possible les églises, cathédrale et basilique situées dans le département français de la Sarthe .
Toutes sont situées dans le diocèse du Mans.
Seule, la commune de Nauvay ne comprend pas d'église.

## Classement
Le classement ci-après se fait par commune selon l'ordre alphabétique.
Il est fait état des diverses protections dont elles peuvent bénéficier, et notamment les inscriptions et classements au titre des monuments historiques.

## Liste
| Eglise                                                                  | Commune                              | Adresse                  | Coordonnées                        | Notice                        | Protection     | Date               | Illustration                                                   |
| ----------------------------------------------------------------------- | ------------------------------------ | ------------------------ | ---------------------------------- | ----------------------------- | -------------- | ------------------ | -------------------------------------------------------------- |
| Église de l'Assomption d'Aigné                                          | Aigné                                |                          | 48° 03′ 54″ nord, 0° 07′ 09″ est   |                               |                |                    | Église de l'Assomption d'Aigné                                 |
| Église Saint-Denis d'Aillières                                          | Aillières-Beauvoir                   |                          | 48° 24′ 14″ nord, 0° 19′ 31″ est   | « PA00109657 »                | Inscrit        | 1927               | Église Saint-Denis d'Aillières                                 |
| Église Saint-Martin d'Allonnes                                          | Allonnes                             |                          | 47° 58′ 06″ nord, 0° 09′ 20″ est   |                               |                |                    | Église Saint-Martin d'Allonnes                                 |
| Église Saint-Martin d'Amné                                              | Amné                                 |                          | 48° 02′ 22″ nord, 0° 03′ 35″ ouest |                               |                |                    | Image manquante Téléverser                                     |
| Église Saint-Pierre-Saint-Paul d'Ancinnes                               | Ancinnes                             |                          | 48° 22′ 06″ nord, 0° 10′ 39″ est   |                               |                |                    | Église Saint-Pierre-Saint-Paul d'Ancinnes                      |
| Église Saint-Germain d'Arçonnay                                         | Arçonnay                             |                          | 48° 23′ 41″ nord, 0° 05′ 08″ est   |                               |                |                    | Église Saint-Germain d'Arçonnay                                |
| Église Saint-Hilaire d'Ardenay-sur-Mérize                               | Ardenay-sur-Mérize                   |                          | 47° 59′ 41″ nord, 0° 25′ 31″ est   |                               |                |                    | Image manquante Téléverser                                     |
| Église Saint-Gilles d'Arnage                                            | Arnage                               |                          | 47° 59′ 41″ nord, 0° 25′ 31″ est   |                               |                |                    | Image manquante Téléverser                                     |
| Église Saint-Jean-Baptiste d'Arthezé                                    | Arthezé                              |                          | 47° 47′ 17″ nord, 0° 07′ 08″ ouest |                               |                |                    | Église Saint-Jean-Baptiste d'Arthezé                           |
| Église Saint-Hilaire d'Asnières-sur-Vègre                               | Asnières-sur-Vègre                   |                          | 47° 53′ 21″ nord, 0° 14′ 06″ ouest | « PA00109663 » « IA00058053 » | Classé         | 1979               | Église Saint-Hilaire d'Asnières-sur-Vègre                      |
| Église Notre-Dame d'Assé-le-Boisne                                      | Assé-le-Boisne                       |                          | 48° 19′ 22″ nord, 0° 00′ 31″ ouest |                               |                |                    | Église Notre-Dame d'Assé-le-Boisne                             |
| Église Saint-Pierre d'Assé-le-Riboul                                    | Assé-le-Riboul                       |                          | 48° 11′ 35″ nord, 0° 05′ 11″ est   |                               |                |                    | Église Saint-Pierre d'Assé-le-Riboul                           |
| Église Saint-Martin-de-Vertou d'Aubigné-Racan                           | Aubigné-Racan                        |                          | 47° 41′ 24″ nord, 0° 16′ 04″ est   |                               |                |                    | Église Saint-Martin-de-Vertou d'Aubigné-Racan                  |
| Église Saint-Pierre des Aulneaux                                        | Les Aulneaux                         |                          | 48° 26′ 12″ nord, 0° 19′ 57″ est   |                               |                |                    | Église Saint-Pierre des Aulneaux                               |
| Église Saint-Pierre d'Auvers-le-Hamon                                   | Auvers-le-Hamon                      |                          | 47° 54′ 10″ nord, 0° 21′ 02″ ouest | « PA00109669 » « IA00058085 » | Inscrit        | 1978               | Église Saint-Pierre d'Auvers-le-Hamon                          |
| Église Saint-Pierre-et-Saint-Paul d'Auvers-sous-Montfaucon              | Auvers-sous-Montfaucon               |                          | 48° 00′ 21″ nord, 0° 04′ 07″ ouest |                               |                |                    | Église Saint-Pierre-et-Saint-Paul d'Auvers-sous-Montfaucon     |
| Église Notre-Dame-et-Saint-Jean-Baptiste d'Avesnes-en-Saosnois          | Avesnes-en-Saosnois                  |                          | 48° 15′ 46″ nord, 0° 22′ 15″ est   |                               |                |                    | Église Notre-Dame-et-Saint-Jean-Baptiste d'Avesnes-en-Saosnois |
| Église Saint-Gilles d'Avessé                                            | Avessé                               |                          | 47° 57′ 19″ nord, 0° 14′ 58″ ouest |                               |                |                    | Église Saint-Gilles d'Avessé                                   |
| Église Saint-Pierre d'Avezé                                             | Avezé                                |                          | 48° 13′ 39″ nord, 0° 40′ 32″ est   | « PA00109673 »                | Classé         | 1989               | Église Saint-Pierre d'Avezé                                    |
| Église Saint-Sulpice d'Avoise                                           | Avoise                               |                          | 47° 51′ 57″ nord, 0° 12′ 23″ ouest |                               |                |                    | Église Saint-Sulpice d'Avoise                                  |
| Église Saint-Pierre du Bailleul                                         | Le Bailleul                          |                          | 47° 46′ 04″ nord, 0° 09′ 42″ ouest | « PA72000033 »                | Inscrit        | 2007               | Église Saint-Pierre du Bailleul                                |
| Église Saint-Georges de Ballon                                          | Ballon-Saint Mars                    |                          | 48° 10′ 33″ nord, 0° 14′ 00″ est   |                               |                |                    | Image manquante Téléverser                                     |
| Église Saint-Médard de Saint-Mars-sous-Ballon                           | Ballon-Saint Mars                    |                          | 48° 10′ 22″ nord, 0° 14′ 47″ est   | « PA00109949 »                | Classé         | 1975               | Église Saint-Médard de Saint-Mars-sous-Ballon                  |
| Église Notre-Dame-et-Sainte-Barbe de La Bazoge                          | La Bazoge                            |                          | 48° 05′ 59″ nord, 0° 09′ 22″ est   |                               |                |                    | Image manquante Téléverser                                     |
| Église Saint-Aubin de Bazouges-sur-le-Loir                              | Bazouges Cré sur Loir                |                          | 47° 41′ 20″ nord, 0° 10′ 07″ ouest | « PA00109678 » « IA72000142 » | Classé         | 1862               | Église Saint-Aubin de Bazouges-sur-le-Loir                     |
| Église Sainte-Marie-des-Champs                                          | Bazouges Cré sur Loir                |                          | 47° 40′ 55″ nord, 0° 09′ 14″ ouest |                               |                |                    | Image manquante Téléverser                                     |
| Église Saint-Martin-de-Vertou de Cré-sur-Loir                           | Bazouges Cré sur Loir                |                          | 47° 40′ 38″ nord, 0° 09′ 26″ ouest |                               |                |                    | Église Saint-Martin-de-Vertou de Cré-sur-Loir                  |
| Église Saint-Martin de Beaufay                                          | Beaufay                              |                          | 48° 08′ 48″ nord, 0° 21′ 43″ est   |                               |                |                    | Église Saint-Martin de Beaufay                                 |
| Église Notre-Dame de Beaumont-Pied-de-Bœuf                              | Beaumont-Pied-de-Bœuf                |                          | 47° 45′ 36″ nord, 0° 24′ 05″ est   | « PA00109679 »                | Inscrit        | 1926 2015          | Église Notre-Dame de Beaumont-Pied-de-Bœuf                     |
| Église Saint-Pierre-et-Saint-Paul de Beaumont-sur-Dême                  | Beaumont-sur-Dême                    |                          | 47° 41′ 36″ nord, 0° 34′ 11″ est   | « PA00109683 »                | Inscrit        | 1950               | Image manquante Téléverser                                     |
| Église Notre-Dame de Beaumont-sur-Sarthe                                | Beaumont-sur-Sarthe                  |                          | 48° 13′ 32″ nord, 0° 07′ 49″ est   | « PA00109685 »                | Inscrit        | 1926               | Église Notre-Dame de Beaumont-sur-Sarthe                       |
| Église Saint-Maurice de Beillé                                          | Beillé                               |                          | 48° 04′ 59″ nord, 0° 30′ 38″ est   |                               |                |                    | Église Saint-Maurice de Beillé                                 |
| Église Saint-Pierre de Berfay                                           | Berfay                               |                          | 47° 59′ 36″ nord, 0° 45′ 53″ est   |                               |                |                    | Église Saint-Pierre de Berfay                                  |
| Église Saint-Pierre-et-Saint-Paul de Bernay-en-Champagne                | Bernay-en-Champagne                  |                          | 48° 04′ 25″ nord, 0° 03′ 36″ ouest |                               |                |                    | Église Saint-Pierre-et-Saint-Paul de Bernay-en-Champagne       |
| Église Saint-Germain de Bérus                                           | Bérus                                |                          | 48° 22′ 30″ nord, 0° 03′ 05″ est   |                               |                |                    | Église Saint-Germain de Bérus                                  |
| Église Notre-Dame-de-l'Assomption de Bessé-sur-Braye                    | Bessé-sur-Braye                      |                          | 47° 50′ 04″ nord, 0° 45′ 05″ est   |                               |                |                    | Image manquante Téléverser                                     |
| Église Saint-Barthélemy de Béthon                                       | Béthon                               |                          | 48° 21′ 33″ nord, 0° 05′ 22″ est   |                               |                |                    | Église Saint-Barthélemy de Béthon                              |
| Église Sainte-Thérèse-d'Avila de Blèves                                 | Blèves                               |                          | 48° 27′ 26″ nord, 0° 20′ 54″ est   |                               |                |                    | Église Sainte-Thérèse-d'Avila de Blèves                        |
| Église Notre-Dame de Boëssé-le-Sec                                      | Boëssé-le-Sec                        |                          | 48° 08′ 04″ nord, 0° 33′ 55″ est   |                               |                |                    | Église Notre-Dame de Boëssé-le-Sec                             |
| Église Notre-Dame d'Aulaines                                            | Bonnétable                           |                          | 48° 10′ 45″ nord, 0° 26′ 24″ est   | « PA00109688 »                | Inscrit        | 1984               | Église Notre-Dame d'Aulaines                                   |
| Église Saint-Sulpice de Bonnétable                                      | Bonnétable                           |                          | 48° 10′ 29″ nord, 0° 25′ 38″ est   |                               |                |                    | Église Saint-Sulpice de Bonnétable                             |
| Église Saint-Sulpice de Bonnétable                                      | Bonnétable                           |                          | 48° 10′ 29″ nord, 0° 25′ 38″ est   |                               |                |                    | Église Saint-Sulpice de Bonnétable                             |
| Église Saint-Jacques de La Bosse                                        | La Bosse                             |                          | 48° 10′ 14″ nord, 0° 31′ 34″ est   | « PA00109689 »                | Inscrit        | 1939               | Église Saint-Jacques de La Bosse                               |
| Église Saint-Pierre de Bouër                                            | Bouër                                |                          | 48° 04′ 56″ nord, 0° 37′ 47″ est   | « PA00109690 »                | Inscrit        | 1927               | Église Saint-Pierre de Bouër                                   |
| Église Saint-Georges de Bouloire                                        | Bouloire                             |                          | 47° 58′ 22″ nord, 0° 33′ 20″ est   |                               |                |                    | Église Saint-Georges de Bouloire                               |
| Église Saint-Julien de Bourg-le-Roi                                     | Bourg-le-Roi                         |                          | 48° 20′ 49″ nord, 0° 07′ 52″ est   |                               |                |                    | Église Saint-Julien de Bourg-le-Roi                            |
| Église Saint-Aubin de Bousse                                            | Bousse                               |                          | 47° 46′ 11″ nord, 0° 03′ 29″ ouest |                               |                |                    | Église Saint-Aubin de Bousse                                   |
| Église de la Nativité-de-Notre-Dame de Brains-sur-Gée                   | Brains-sur-Gée                       |                          | 48° 00′ 56″ nord, 0° 01′ 36″ ouest |                               |                |                    | Église de la Nativité-de-Notre-Dame de Brains-sur-Gée          |
| Église Saint-Pierre du Breil-sur-Mérize                                 | Le Breil-sur-Mérize                  |                          | 48° 00′ 32″ nord, 0° 28′ 31″ est   | « PA00109693 »                | Inscrit        | 1984               | Église Saint-Pierre du Breil-sur-Mérize                        |
| Église Saint-Martin de Brette-les-Pins                                  | Brette-les-Pins                      |                          | 47° 54′ 47″ nord, 0° 20′ 17″ est   |                               |                |                    | Église Saint-Martin de Brette-les-Pins                         |
| Église Saint-Denis-et-Sainte-Madeleine de Sables                        | Briosne-lès-Sables                   |                          | 48° 11′ 25″ nord, 0° 22′ 27″ est   |                               |                |                    | Église Saint-Denis-et-Sainte-Madeleine de Sables               |
| Église Saint-Martin de La Bruère-sur-Loir                               | La Bruère-sur-Loir                   |                          | 47° 39′ 03″ nord, 0° 20′ 53″ est   | « PA00109694 »                | Classé         | 1912               | Église Saint-Martin de La Bruère-sur-Loir                      |
| Église Saint-Pierre-et-Saint-Paul de Brûlon                             | Brûlon                               |                          | 47° 58′ 03″ nord, 0° 14′ 10″ ouest |                               |                |                    | Église Saint-Pierre-et-Saint-Paul de Brûlon                    |
| Église Notre-Dame de Cérans                                             | Cérans-Foulletourte                  |                          | 47° 49′ 48″ nord, 0° 05′ 39″ est   |                               |                |                    | Église Notre-Dame de Cérans                                    |
| Église Notre-Dame de Foulletourte                                       | Cérans-Foulletourte                  |                          | 47° 49′ 35″ nord, 0° 04′ 24″ est   |                               |                |                    | Église Notre-Dame de Foulletourte                              |
| Église Saint-Jean-Baptiste de Chahaignes                                | Chahaignes                           |                          | 47° 44′ 29″ nord, 0° 30′ 52″ est   |                               |                |                    | Image manquante Téléverser                                     |
| Église Saint-Laurent de Challes                                         | Challes                              |                          | 47° 55′ 50″ nord, 0° 24′ 47″ est   | « PA00109699 »                | Inscrit        | 1973               | Église Saint-Laurent de Challes                                |
| Église Saint-Désiré de Champagné                                        | Champagné                            |                          | 48° 01′ 35″ nord, 0° 19′ 58″ est   |                               |                |                    | Église Saint-Désiré de Champagné                               |
| Église Saint-Martin de Champfleur                                       | Champfleur                           |                          | 48° 23′ 10″ nord, 0° 07′ 34″ est   |                               |                |                    | Église Saint-Martin de Champfleur                              |
| Église Saint-Martin de Champrond                                        | Champrond                            |                          | 48° 23′ 10″ nord, 0° 07′ 34″ est   |                               |                |                    | Image manquante Téléverser                                     |
| Église Saint-Martin de Changé                                           | Changé                               |                          | 48° 05′ 57″ nord, 0° 47′ 21″ ouest |                               |                |                    | Église Saint-Martin de Changé                                  |
| Église Saint-Jean-Baptiste de Chantenay-Villedieu                       | Chantenay-Villedieu                  |                          | 47° 55′ 14″ nord, 0° 09′ 40″ ouest |                               |                |                    | Église Saint-Jean-Baptiste de Chantenay-Villedieu              |
| Église Saint-Georges de Villedieu                                       | Chantenay-Villedieu                  |                          | 47° 56′ 21″ nord, 0° 09′ 52″ ouest | « PA00109702 »                | Inscrit        | 1984               | Église Saint-Georges de Villedieu                              |
| Église Sainte-Geneviève de La Chapelle-aux-Choux                        | La Chapelle-aux-Choux                |                          | 47° 38′ 01″ nord, 0° 13′ 53″ est   |                               |                |                    | Image manquante Téléverser                                     |
| Église Saint-Jean-Baptiste de La Chapelle-d'Aligné                      | La Chapelle-d'Aligné                 |                          | 47° 43′ 57″ nord, 0° 14′ 07″ ouest |                               |                |                    | Église Saint-Jean-Baptiste de La Chapelle-d'Aligné             |
| Église Sainte-Marie-Madeleine de La Chapelle-du-Bois                    | La Chapelle-du-Bois                  |                          | 48° 13′ 17″ nord, 0° 35′ 33″ est   | « PA00109704 »                | Inscrit        | 1927               | Église Sainte-Marie-Madeleine de La Chapelle-du-Bois           |
| Église Saint-André de La Chapelle-Huon                                  | La Chapelle-Huon                     |                          | 47° 51′ 23″ nord, 0° 44′ 36″ est   | « PA00109705 »                | Inscrit        | 1926               | Église Saint-André de La Chapelle-Huon                         |
| Église Saint-Aubin de La Chapelle-Saint-Aubin                           | La Chapelle-Saint-Aubin              |                          | 48° 02′ 05″ nord, 0° 09′ 41″ est   |                               |                |                    | Église Saint-Aubin de La Chapelle-Saint-Aubin                  |
| Église Saint-Mamert de La Chapelle-Saint-Fray                           | La Chapelle-Saint-Fray               |                          | 48° 06′ 36″ nord, 0° 04′ 51″ est   |                               |                |                    | Église Saint-Mamert de La Chapelle-Saint-Fray                  |
| Église Saint-Remi de La Chapelle-Saint-Rémy                             | La Chapelle-Saint-Rémy               |                          | 48° 06′ 26″ nord, 0° 27′ 25″ est   |                               |                |                    | Église Saint-Remi de La Chapelle-Saint-Rémy                    |
| Église Saint-Vincent de La Chartre-sur-le-Loir                          | La Chartre-sur-le-Loir               |                          | 47° 43′ 44″ nord, 0° 34′ 26″ est   | « PA72000035 »                | Inscrit        | 2007               | Image manquante Téléverser                                     |
| Église de la Visitation de Chassillé                                    | Chassillé                            |                          | 48° 01′ 13″ nord, 0° 06′ 55″ ouest |                               |                |                    | Église de la Visitation de Chassillé                           |
| Église abbatiale Notre-Dame de Château-l’Hermitage                      | Château-l'Hermitage                  |                          | 47° 48′ 11″ nord, 0° 10′ 56″ est   | « PA00109706 »                | Inscrit Classé | 1926 1964          | Église abbatiale Notre-Dame de Château-l’Hermitage             |
| Église Notre-Dame de Chaufour-Notre-Dame                                | Chaufour-Notre-Dame                  |                          | 48° 01′ 30″ nord, 0° 04′ 20″ est   |                               |                |                    | Église Notre-Dame de Chaufour-Notre-Dame                       |
| Église Saint-Gilles de Chemiré-en-Charnie                               | Chemiré-en-Charnie                   |                          | 48° 03′ 15″ nord, 0° 12′ 12″ ouest |                               |                |                    | Église Saint-Gilles de Chemiré-en-Charnie                      |
| Église Notre-Dame d'Athenay                                             | Chemiré-le-Gaudin                    |                          | 47° 57′ 02″ nord, 0° 01′ 06″ ouest | « PA00109715 »                | Inscrit        | 1988               | Église Notre-Dame d'Athenay                                    |
| Église Saint-Benoît de Chemiré-le-Gaudin                                | Chemiré-le-Gaudin                    |                          | 47° 54′ 33″ nord, 0° 00′ 01″ ouest |                               |                |                    | Église Saint-Benoît de Chemiré-le-Gaudin                       |
| Église Saint-Martin de Chemiré-le-Gaudin                                | Chemiré-le-Gaudin                    |                          | 47° 55′ 44″ nord, 0° 00′ 58″ ouest |                               |                |                    | Église Saint-Martin de Chemiré-le-Gaudin                       |
| Église Saint-André de Chenay                                            | Chenay                               |                          | 46° 19′ 31″ nord, 0° 02′ 04″ ouest |                               |                |                    | Église Saint-André de Chenay                                   |
| Église Saint-Martin-de-Tours de Chenu                                   | Chenu                                |                          | 47° 36′ 46″ nord, 0° 20′ 18″ est   | « PA00109717 »                | Classé         | 1963               | Église Saint-Martin-de-Tours de Chenu                          |
| Église Saint-Maurille de Chérancé                                       | Chérancé                             |                          | 48° 17′ 12″ nord, 0° 10′ 28″ est   |                               |                |                    | Église Saint-Maurille de Chérancé                              |
| Église Saint-Denis de Chérisay                                          | Chérisay                             |                          | 48° 21′ 18″ nord, 0° 06′ 46″ est   |                               |                |                    | Église Saint-Denis de Chérisay                                 |
| Église Saint-Pierre-et-Saint-Paul de Cherré                             | Cherré                               |                          | 48° 10′ 24″ nord, 0° 39′ 22″ est   | « PA00109718 »                | Inscrit        | 1927               | Église Saint-Pierre-et-Saint-Paul de Cherré                    |
| Église Saint-Symphorien de Cherreau                                     | Cherreau                             |                          | 48° 11′ 34″ nord, 0° 41′ 00″ est   | « PA00109720 »                | Inscrit        | 1926               | Église Saint-Symphorien de Cherreau                            |
| Église Notre-Dame de Chevillé                                           | Chevillé                             |                          | 47° 56′ 54″ nord, 0° 13′ 25″ ouest | « PA00109721 »                | Classé         | 1912               | Église Notre-Dame de Chevillé                                  |
| Église Saint-Lambert de Clermont                                        | Clermont-Créans                      |                          | 47° 43′ 07″ nord, 0° 00′ 52″ ouest |                               |                |                    | Église Saint-Lambert de Clermont                               |
| Église Saint-Denis de Clermont-Créans                                   | Clermont-Créans                      |                          | 47° 44′ 46″ nord, 0° 00′ 07″ est   |                               |                |                    | Église Saint-Denis de Clermont-Créans                          |
| Église Saint-Symphorien de Créans                                       | Clermont-Créans                      |                          | 47° 42′ 11″ nord, 0° 00′ 55″ ouest |                               |                |                    | Église Saint-Symphorien de Créans                              |
| Église Saint-Pierre-et-Saint-Paul de Cogners                            | Cogners                              |                          | 47° 52′ 08″ nord, 0° 39′ 33″ est   |                               |                |                    | Église Saint-Pierre-et-Saint-Paul de Cogners                   |
| Église Sainte-Marie-Madeleine de Commerveil                             | Commerveil                           |                          | 48° 19′ 03″ nord, 0° 21′ 27″ est   |                               |                |                    | Église Sainte-Marie-Madeleine de Commerveil                    |
| Église Saint-Maurice de Conflans-sur-Anille                             | Conflans-sur-Anille                  |                          | 47° 56′ 44″ nord, 0° 44′ 44″ est   |                               |                |                    | Église Saint-Maurice de Conflans-sur-Anille                    |
| Église Notre-Dame-et-Sainte-Marie-Madeleine de Congé-sur-Orne           | Congé-sur-Orne                       |                          | 48° 12′ 01″ nord, 0° 15′ 17″ est   |                               |                |                    | Église Notre-Dame-et-Sainte-Marie-Madeleine de Congé-sur-Orne  |
| Église Saint-Vigor de Conlie                                            | Conlie                               |                          | 48° 07′ 23″ nord, 0° 01′ 26″ ouest |                               |                |                    | Église Saint-Vigor de Conlie                                   |
| Église Saint-Symphorien de Connerré                                     | Connerré                             |                          | 48° 03′ 35″ nord, 0° 29′ 35″ est   |                               |                |                    | Église Saint-Symphorien de Connerré                            |
| Église Notre-Dame de Contilly                                           | Contilly                             |                          | 48° 24′ 03″ nord, 0° 22′ 10″ est   |                               |                |                    | Église Notre-Dame de Contilly                                  |
| Église Saint-Denis de Cormes                                            | Cormes                               |                          | 48° 10′ 10″ nord, 0° 42′ 13″ est   | « PA00109724 »                | Inscrit        | 1926               | Église Saint-Denis de Cormes                                   |
| Église Saint-Sigismond de Coudrecieux                                   | Coudrecieux                          |                          | 47° 59′ 30″ nord, 0° 37′ 51″ est   |                               |                |                    | Église Saint-Sigismond de Coudrecieux                          |
| Église Saint-Martin des Loges                                           | Coudrecieux                          |                          | 47° 58′ 55″ nord, 0° 36′ 11″ est   | « PA00109725 »                | Inscrit        | 1952               | Église Saint-Martin des Loges                                  |
| Église Saint-Nicolas de Coulaines                                       | Coulaines                            |                          | 48° 01′ 26″ nord, 0° 12′ 17″ est   | « PA00109726 »                | Inscrit        | 1940               | Église Saint-Nicolas de Coulaines                              |
| Église Saint-Martin de Coulans-sur-Gée                                  | Coulans-sur-Gée                      |                          | 48° 01′ 14″ nord, 0° 00′ 32″ est   |                               |                |                    | Église Saint-Martin de Coulans-sur-Gée                         |
| Église Notre-Dame de Coulombiers                                        | Coulombiers                          |                          | 46° 29′ 07″ nord, 0° 11′ 09″ est   |                               |                |                    | Église Notre-Dame de Coulombiers                               |
| Église Saint-Lubin de Coulongé                                          | Coulongé                             |                          | 47° 41′ 23″ nord, 0° 12′ 10″ est   | « PA00109728 »                | Inscrit Classé | 1926 1964          | Église Saint-Lubin de Coulongé                                 |
| Église Notre-Dame-des-Anges Courcebœufs                                 | Courcebœufs                          |                          | 48° 08′ 12″ nord, 0° 17′ 14″ est   |                               |                |                    | Église Notre-Dame-des-Anges Courcebœufs                        |
| Église Saint-Jean de Courcelles-la-Forêt                                | Courcelles-la-Forêt                  |                          | 47° 47′ 03″ nord, 0° 01′ 02″ ouest | « PA00109729 »                | Inscrit        | 1929               | Église Saint-Jean de Courcelles-la-Forêt                       |
| Église Saint-Barthélemy de Coucermont                                   | Courcemont                           |                          | 48° 10′ 23″ nord, 0° 21′ 13″ est   |                               |                |                    | Église Saint-Barthélemy de Coucermont                          |
| Église Saint-Brice de Courcival                                         | Courcival                            |                          | 48° 13′ 45″ nord, 0° 23′ 46″ est   |                               |                |                    | Église Saint-Brice de Courcival                                |
| Église Notre-Dame de Courdemanche                                       | Courdemanche                         |                          | 47° 48′ 54″ nord, 0° 33′ 42″ est   | « PA72000019 »                | Inscrit        | 2002               | Église Notre-Dame de Courdemanche                              |
| Église Saint-Pierre-et-Saint-Paul de Courgains                          | Courgains                            |                          | 48° 17′ 23″ nord, 0° 16′ 47″ est   |                               |                |                    | Église Saint-Pierre-et-Saint-Paul de Courgains                 |
| Église Saint-Martin-de-Tours de Courgenard                              | Courgenard                           |                          | 48° 09′ 07″ nord, 0° 44′ 12″ est   | « PA00109730 »                | Classé         | 1995               | Église Saint-Martin-de-Tours de Courgenard                     |
| Église Saint-Jean-Baptiste de Courtillers                               | Courtillers                          |                          | 47° 47′ 59″ nord, 0° 18′ 09″ ouest | « PA00109731 » « IA00058164 » | Inscrit        | 1973               | Église Saint-Jean-Baptiste de Courtillers                      |
| Église Saint-Cyr de Crannes-en-Champagne                                | Crannes-en-Champagne                 |                          | 47° 58′ 49″ nord, 0° 03′ 07″ ouest |                               |                |                    | Église Saint-Cyr de Crannes-en-Champagne                       |
| Église Saint-Pierre de Crissé                                           | Crissé                               |                          | 48° 10′ 07″ nord, 0° 03′ 37″ ouest |                               |                |                    | Église Saint-Pierre de Crissé                                  |
| Église Saint-Hippolyte de Crosmières                                    | Crosmières                           |                          | 47° 44′ 48″ nord, 0° 09′ 02″ ouest |                               |                |                    | Église Saint-Hippolyte de Crosmières                           |
| Église Saint-Martin de Cures                                            | Cures                                |                          | 48° 06′ 00″ nord, 0° 00′ 19″ ouest |                               |                |                    | Église Saint-Martin de Cures                                   |
| Église Saint-Georges de Dangeul                                         | Dangeul                              |                          | 48° 14′ 57″ nord, 0° 15′ 24″ est   |                               |                |                    | Église Saint-Georges de Dangeul                                |
| Église Saint-Martin de Degré                                            | Degré                                |                          | 48° 03′ 00″ nord, 0° 04′ 10″ est   |                               |                |                    | Église Saint-Martin de Degré                                   |
| Église Saint-Sulpice de Dehault                                         | Dehault                              |                          | 48° 12′ 37″ nord, 0° 34′ 15″ est   |                               |                |                    | Église Saint-Sulpice de Dehault                                |
| Église Saint-Jean de Dissay-sous-Courcillon                             | Dissay-sous-Courcillon               |                          | 47° 39′ 49″ nord, 0° 28′ 21″ est   |                               |                |                    | Église Saint-Jean de Dissay-sous-Courcillon                    |
| Église Notre-Dame de Dissé-sous-Ballon                                  | Dissé-sous-Ballon                    |                          | 48° 14′ 14″ nord, 0° 17′ 54″ est   |                               |                |                    | Église Notre-Dame de Dissé-sous-Ballon                         |
| Église Saint-Martin-de-Vertou de Dissé-sous-le-Lude                     | Dissé-sous-le-Lude                   |                          | 47° 36′ 30″ nord, 0° 09′ 19″ est   |                               |                |                    | Église Saint-Martin-de-Vertou de Dissé-sous-le-Lude            |
| Église Saint-Médard de Dollon                                           | Dollon                               |                          | 48° 02′ 19″ nord, 0° 35′ 14″ est   |                               |                |                    | Église Saint-Médard de Dollon                                  |
| Église Saint-Front de Domfront-en-Champagne                             | Domfront-en-Champagne                |                          | 48° 06′ 20″ nord, 0° 01′ 34″ est   | « PA00109741 »                | Inscrit        | 1939               | Église Saint-Front de Domfront-en-Champagne                    |
| Église Saint-Martin de Doucelles                                        | Doucelles                            |                          | 48° 15′ 23″ nord, 0° 10′ 12″ est   |                               |                |                    | Église Saint-Martin de Doucelles                               |
| Église Saint-Pierre de Douillet                                         | Douillet                             |                          | 48° 16′ 21″ nord, 0° 02′ 40″ ouest |                               |                |                    | Image manquante Téléverser                                     |
| Église Saint-Cyr-et-Sainte-Julitte de Duneau                            | Duneau                               |                          | 48° 04′ 09″ nord, 0° 31′ 11″ est   | « PA00109745 »                | Inscrit        | 1926 2015          | Église Saint-Cyr-et-Sainte-Julitte de Duneau                   |
| Église Saint-Charles de Dureil                                          | Dureil                               |                          | 47° 50′ 37″ nord, 0° 08′ 45″ ouest |                               |                |                    | Église Saint-Charles de Dureil                                 |
| Église Saint-Martin d'Écommoy                                           | Écommoy                              |                          | 47° 49′ 44″ nord, 0° 16′ 21″ est   | « PA72000034 »                | Inscrit        | 2007               | Église Saint-Martin d'Écommoy                                  |
| Église Saint-Pierre d'Écorpain                                          | Écorpain                             |                          | 47° 56′ 14″ nord, 0° 39′ 46″ est   |                               |                |                    | Église Saint-Pierre d'Écorpain                                 |
| Église Saint-Fraimbault-et-Saint-Antoine d'Épineu-le-Chevreuil          | Épineu-le-Chevreuil                  |                          | 48° 02′ 16″ nord, 0° 06′ 56″ ouest | « PA72000010 »                | Inscrit        | 1998               | Église Saint-Fraimbault-et-Saint-Antoine d'Épineu-le-Chevreuil |
| Église de la Vierge d'Étival-lès-le-Mans                                | Étival-lès-le-Mans                   |                          | 47° 57′ 20″ nord, 0° 05′ 14″ est   |                               |                |                    | Église de la Vierge d'Étival-lès-le-Mans                       |
| Église Saint-Martin d'Évaillé                                           | Évaillé                              |                          | 47° 54′ 02″ nord, 0° 37′ 52″ est   | « PA00109748 »                | Inscrit        | 1926               | Église Saint-Martin d'Évaillé                                  |
| Église Saint-Jacques de Fatines                                         | Fatines                              |                          | 48° 02′ 44″ nord, 0° 20′ 53″ est   |                               |                |                    | Église Saint-Jacques de Fatines                                |
| Église Saint-Pierre-et-Saint-Paul de Fay                                | Fay                                  |                          | 48° 00′ 31″ nord, 0° 04′ 14″ est   |                               |                |                    | Image manquante Téléverser                                     |
| Église Saint-Pierre de Fercé-sur-Sarthe                                 | Fercé-sur-Sarthe                     |                          | 47° 54′ 06″ nord, 0° 01′ 50″ ouest |                               |                |                    | Église Saint-Pierre de Fercé-sur-Sarthe                        |
| Église Notre-Dame-des-Marais de La Ferté-Bernard                        | La Ferté-Bernard                     |                          | 48° 11′ 10″ nord, 0° 39′ 12″ est   | « PA00109751 »                | Classé         | 1840               | Église Notre-Dame-des-Marais de La Ferté-Bernard               |
| Église Saint-Antoine-de-Rochefort de La Ferté-Bernard                   | La Ferté-Bernard                     |                          | 48° 11′ 15″ nord, 0° 38′ 29″ est   | « PA00109752 »                | Inscrit        | 1986               | Église Saint-Antoine-de-Rochefort de La Ferté-Bernard          |
| Église Saint-Martin-de-Vertou de Fillé                                  | Fillé                                |                          | 47° 53′ 53″ nord, 0° 07′ 36″ est   |                               |                |                    | Église Saint-Martin-de-Vertou de Fillé                         |
| Église Sainte-Colombe de La Flèche                                      | La Flèche                            |                          | 47° 41′ 32″ nord, 0° 03′ 56″ ouest | « PA72000036 » « IA72000125 » | Inscrit        | 2007               | Église Sainte-Colombe de La Flèche                             |
| Église Saint-Germain de Saint-Germain-du-Val                            | La Flèche                            |                          | 47° 42′ 56″ nord, 0° 03′ 42″ ouest |                               |                |                    | Église Saint-Germain de Saint-Germain-du-Val                   |
| Église Saint-Louis de La Flèche                                         | La Flèche                            |                          | 47° 42′ 01″ nord, 0° 04′ 33″ ouest | « PA00109763 » « IA72000141 » | Classé Inscrit | 1919 1933 1994     | Église Saint-Louis de La Flèche                                |
| Église Saint-Pierre de Verron                                           | La Flèche                            |                          | 47° 43′ 15″ nord, 0° 06′ 18″ ouest |                               |                |                    | Église Saint-Pierre de Verron                                  |
| Église Saint-Thomas de La Flèche                                        | La Flèche                            |                          | 47° 41′ 56″ nord, 0° 04′ 31″ ouest |                               |                |                    | Église Saint-Thomas de La Flèche                               |
| Église Saint-Pierre de Flée                                             | Flée                                 |                          | 47° 44′ 00″ nord, 0° 27′ 05″ est   |                               |                |                    | Image manquante Téléverser                                     |
| Église Saint-Martin de La Fontaine-Saint-Martin                         | La Fontaine-Saint-Martin             |                          | 47° 47′ 28″ nord, 0° 03′ 04″ est   |                               |                |                    | Église Saint-Martin de La Fontaine-Saint-Martin                |
| Église Saint-Philibert de Fontenay-sur-Vègre                            | Fontenay-sur-Vègre                   |                          | 47° 54′ 15″ nord, 0° 13′ 15″ ouest |                               |                |                    | Église Saint-Philibert de Fontenay-sur-Vègre                   |
| Église Notre-Dame de Fresnay-sur-Sarthe                                 | Fresnay-sur-Sarthe                   |                          | 48° 16′ 51″ nord, 0° 01′ 15″ est   | « PA00109767 »                | Classé         | 1912               | Église Notre-Dame de Fresnay-sur-Sarthe                        |
| Église Saint-Pierre de Fyé                                              | Fyé                                  |                          | 48° 19′ 35″ nord, 0° 04′ 47″ est   |                               |                |                    | Église Saint-Pierre de Fyé                                     |
| Église Saint-Pierre de Gesnes-le-Gandelin                               | Gesnes-le-Gandelin                   |                          | 48° 21′ 20″ nord, 0° 00′ 57″ est   | « PA00109768 »                | Inscrit        | 1927               | Église Saint-Pierre de Gesnes-le-Gandelin                      |
| Église Saint-Facile du Grand-Lucé                                       | Le Grand-Lucé                        |                          | 47° 51′ 54″ nord, 0° 28′ 13″ est   |                               |                |                    | Église Saint-Facile du Grand-Lucé                              |
| Église Notre-Dame de Granchamp                                          | Grandchamp                           |                          | 48° 18′ 10″ nord, 0° 11′ 01″ est   |                               |                |                    | Église Notre-Dame de Granchamp                                 |
| Église Saint-Almire de Gréez-sur-Roc                                    | Gréez-sur-Roc                        |                          | 48° 08′ 14″ nord, 0° 47′ 46″ est   |                               |                |                    | Église Saint-Almire de Gréez-sur-Roc                           |
| Église Saint-Nicolas du Grez                                            | Le Grez                              |                          | 48° 11′ 25″ nord, 0° 09′ 09″ ouest |                               |                |                    | Image manquante Téléverser                                     |
| Église Notre-Dame de Guécélard                                          | Guécélard                            |                          | 47° 52′ 35″ nord, 0° 07′ 42″ est   |                               |                |                    | Église Notre-Dame de Guécélard                                 |
| Église Sainte-Anne La Guierche                                          | La Guierche                          |                          | 48° 06′ 47″ nord, 0° 11′ 40″ est   |                               |                |                    | Église Sainte-Anne La Guierche                                 |
| Église Saint-Barthélemy de Jauzé                                        | Jauzé                                |                          | 48° 12′ 42″ nord, 0° 22′ 35″ est   |                               |                |                    | Église Saint-Barthélemy de Jauzé                               |
| Église Saint-Martin de Joué-en-Charnie                                  | Joué-en-Charnie                      |                          | 48° 01′ 02″ nord, 0° 11′ 20″ ouest |                               |                |                    | Église Saint-Martin de Joué-en-Charnie                         |
| Église Saint-Denis Joué-l'Abbé                                          | Joué-l'Abbé                          |                          | 48° 06′ 34″ nord, 0° 13′ 01″ est   |                               |                |                    | Église Saint-Denis Joué-l'Abbé                                 |
| Église Saint-Martin de Juigné-sur-Sarthe                                | Juigné-sur-Sarthe                    |                          | 47° 51′ 34″ nord, 0° 17′ 15″ ouest | « PA00109772 » « IA00058179 » | Inscrit        | 1981               | Église Saint-Martin de Juigné-sur-Sarthe                       |
| Église Saint-Julien de Juillé                                           | Juillé                               |                          | 48° 14′ 40″ nord, 0° 07′ 14″ est   |                               |                |                    | Église Saint-Julien de Juillé                                  |
| Église Saint-Pierre de Jupilles                                         | Jupilles                             |                          | 47° 47′ 29″ nord, 0° 24′ 53″ est   |                               |                |                    | Église Saint-Pierre de Jupilles                                |
| Église Saint-Martin-de-Tours de Laigné-en-Belin                         | Laigné-en-Belin                      |                          | 47° 52′ 42″ nord, 0° 13′ 42″ est   |                               |                |                    | Église Saint-Martin-de-Tours de Laigné-en-Belin                |
| Église Saint-Martin de Lamnay                                           | Lamnay                               |                          | 48° 07′ 01″ nord, 0° 42′ 12″ est   | « PA00132711 »                | Inscrit        | 1994               | Église Saint-Martin de Lamnay                                  |
| Église Saint-Bertrand de Lavardin                                       | Lavardin                             |                          | 48° 04′ 38″ nord, 0° 03′ 40″ est   |                               |                |                    | Église Saint-Bertrand de Lavardin                              |
| Église Saint-Pierre de Lavaré                                           | Lavaré                               |                          | 48° 03′ 14″ nord, 0° 38′ 44″ est   | « PA00109775 »                | Classé         | 2004               | Église Saint-Pierre de Lavaré                                  |
| Église Saint-Pierre de Lavernat                                         | Lavernat                             |                          | 47° 43′ 06″ nord, 0° 19′ 59″ est   |                               |                |                    | Église Saint-Pierre de Lavernat                                |
| Église Saint-Martin de Lhomme                                           | Lhomme                               |                          | 47° 44′ 35″ nord, 0° 33′ 28″ est   |                               |                |                    | Église Saint-Martin de Lhomme                                  |
| Église Sainte-Marie-et-Sainte-Anne de Ligron                            | Ligron                               |                          | 47° 46′ 16″ nord, 0° 00′ 34″ est   |                               |                |                    | Église Sainte-Marie-et-Sainte-Anne de Ligron                   |
| Église Saint-Martin de Livet-en-Saosnois                                | Livet-en-Saosnois                    |                          | 48° 21′ 35″ nord, 0° 12′ 44″ est   |                               |                |                    | Église Saint-Martin de Livet-en-Saosnois                       |
| Église Saint-Blaise de La Chapelle-Gaugain                              | Loir en Vallée                       |                          | 47° 47′ 56″ nord, 0° 40′ 45″ est   |                               |                |                    | Image manquante Téléverser                                     |
| Église Saint-Julien de Lavenay                                          | Loir en Vallée                       |                          | 47° 47′ 26″ nord, 0° 42′ 07″ est   |                               |                |                    | Image manquante Téléverser                                     |
| Église Saint-Julien de Poncé-sur-le-Loir                                | Loir en Vallée                       |                          | 47° 45′ 47″ nord, 0° 39′ 28″ est   | « PA00109912 »                | Classé         | 1891               | Église Saint-Julien de Poncé-sur-le-Loir                       |
| Église Saint-Pierre-et-Saint-Paul de Ruillé-sur-Loir                    | Loir en Vallée                       |                          | 47° 45′ 06″ nord, 0° 37′ 14″ est   | « PA72000014 »                | Inscrit        | 1999               | Église Saint-Pierre-et-Saint-Paul de Ruillé-sur-Loir           |
| Église Saint-Martin de Lombron                                          | Lombron                              |                          | 48° 04′ 44″ nord, 0° 25′ 05″ est   | « PA00109778 »                | Inscrit        | 1973               | Église Saint-Martin de Lombron                                 |
| Église Saint-Pierre-et-Saint-Paul de Longnes                            | Longnes                              |                          | 48° 01′ 10″ nord, 0° 04′ 45″ ouest |                               |                |                    | Église Saint-Pierre-et-Saint-Paul de Longnes                   |
| Église Saint-Denis de Louailles                                         | Louailles                            |                          | 47° 47′ 35″ nord, 0° 15′ 11″ ouest |                               |                |                    | Église Saint-Denis de Louailles                                |
| Église Saint-Symphorien de Loué                                         | Loué                                 |                          | 47° 59′ 38″ nord, 0° 09′ 09″ ouest |                               |                |                    | Église Saint-Symphorien de Loué                                |
| Église Saint-Léonard de Louplande                                       | Louplande                            |                          | 47° 56′ 39″ nord, 0° 02′ 29″ est   |                               |                |                    | Église Saint-Léonard de Louplande                              |
| Église Saint-Germain de Louvigny                                        | Louvigny                             |                          | 48° 20′ 17″ nord, 0° 12′ 08″ est   |                               |                |                    | Église Saint-Germain de Louvigny                               |
| Église Sainte-Marie de Louzes                                           | Louzes                               |                          | 48° 25′ 43″ nord, 0° 18′ 06″ est   |                               |                |                    | Église Sainte-Marie de Louzes                                  |
| Église Notre-Dame-de-la-Présentation du Luart                           | Le Luart                             |                          | 48° 04′ 10″ nord, 0° 35′ 10″ est   |                               |                |                    | Église Notre-Dame-de-la-Présentation du Luart                  |
| Église Saint-Martin de Luceau                                           | Luceau                               |                          | 47° 42′ 42″ nord, 0° 23′ 53″ est   |                               |                |                    | Église Saint-Martin de Luceau                                  |
| Église de la Sainte-Trinité de Lucé-sous-Ballon                         | Lucé-sous-Ballon                     |                          | 48° 12′ 27″ nord, 0° 12′ 53″ est   |                               |                |                    | Église de la Sainte-Trinité de Lucé-sous-Ballon                |
| Église Saint-Martin de Luché                                            | Luché-Pringé                         |                          | 47° 42′ 10″ nord, 0° 04′ 32″ est   | « PA00109782 »                | Classé         | 1913               | Église Saint-Martin de Luché                                   |
| Église Notre-Dame-de-l'Assomption de Pringé                             | Luché-Pringé                         |                          | 47° 42′ 44″ nord, 0° 02′ 52″ est   | « PA00109783 »                | Classé         | 1975               | Église Notre-Dame-de-l'Assomption de Pringé                    |
| Église Saint-Vincent du Lude                                            | Le Lude                              |                          | 47° 38′ 47″ nord, 0° 09′ 29″ est   |                               |                |                    | Église Saint-Vincent du Lude                                   |
| Église Saint-Vigor de Maigné                                            | Maigné                               |                          | 47° 56′ 16″ nord, 0° 03′ 15″ ouest |                               |                |                    | Église Saint-Vigor de Maigné                                   |
| Église Notre-Dame-de-la-Visitation de Maisoncelles                      | Maisoncelles                         |                          | 47° 56′ 11″ nord, 0° 34′ 14″ est   |                               |                |                    | Église Notre-Dame-de-la-Visitation de Maisoncelles             |
| Église Saint-Sylvestre de Malicorne-sur-Sarthe                          | Malicorne-sur-Sarthe                 |                          | 47° 48′ 53″ nord, 0° 05′ 17″ ouest | « PA00109793 »                | Classé         | 1984               | Église Saint-Sylvestre de Malicorne-sur-Sarthe                 |
| Église Notre-Dame de Mamers                                             | Mamers                               |                          | 48° 21′ 06″ nord, 0° 22′ 25″ est   | « PA00109794 »                | Classé         | 1911               | Église Notre-Dame de Mamers                                    |
| Église Saint-Nicolas de Mamers                                          | Mamers                               |                          | 48° 21′ 01″ nord, 0° 22′ 13″ est   | « PA00109795 »                | Inscrit Classé | 1989 1992          | Église Saint-Nicolas de Mamers                                 |
| Église Saint-Paul de Bellevue                                           | Le Mans                              |                          | 48° 01′ 08″ nord, 0° 12′ 32″ est   |                               |                |                    | Image manquante Téléverser                                     |
| Cathédrale Saint-Julien du Mans                                         | Le Mans                              |                          | 48° 00′ 33″ nord, 0° 11′ 56″ est   | « PA00109800 »                | Classé         | 1862               | Cathédrale Saint-Julien du Mans                                |
| Collégiale Saint-Pierre-la-Cour                                         | Le Mans                              |                          | 48° 00′ 25″ nord, 0° 11′ 50″ est   | « PA00109802 »                | Classé         | 1862 1889          | Collégiale Saint-Pierre-la-Cour                                |
| Église du Christ-Sauveur du Mans                                        | Le Mans                              |                          | 47° 58′ 36″ nord, 0° 13′ 13″ est   |                               |                |                    | Église du Christ-Sauveur du Mans                               |
| Église Notre-Dame de la Couture                                         | Le Mans                              |                          | 48° 00′ 06″ nord, 0° 12′ 00″ est   | « PA00109798 »                | Classé         | 1840               | Église Notre-Dame de la Couture                                |
| Église Notre-Dame-de-Sainte-Croix                                       | Le Mans                              |                          | 48° 00′ 13″ nord, 0° 12′ 36″ est   |                               |                |                    | Église Notre-Dame-de-Sainte-Croix                              |
| Église Notre-Dame-du-Pré                                                | Le Mans                              |                          | 48° 00′ 35″ nord, 0° 11′ 33″ est   | « PA00109805 »                | Classé         | 1840               | Église Notre-Dame-du-Pré                                       |
| Église Saint-Aldric du Mans                                             | Le Mans                              |                          | 48° 00′ 45″ nord, 0° 12′ 46″ est   |                               |                |                    | Image manquante Téléverser                                     |
| Église Saint-Benoît du Mans                                             | Le Mans                              |                          | 48° 00′ 23″ nord, 0° 11′ 38″ est   |                               |                |                    | Église Saint-Benoît du Mans                                    |
| Église Saint-Bertrand du Mans                                           | Le Mans                              |                          | 47° 59′ 32″ nord, 0° 11′ 30″ est   |                               |                |                    | Église Saint-Bertrand du Mans                                  |
| Église de la Sainte-Famille du Mans                                     | Le Mans                              |                          | 47° 58′ 27″ nord, 0° 12′ 08″ est   |                               |                |                    | Image manquante Téléverser                                     |
| Église Sainte-Jeanne-d'Arc du Mans                                      | Le Mans                              |                          | 47° 59′ 43″ nord, 0° 12′ 13″ est   |                               |                |                    | Église Sainte-Jeanne-d'Arc du Mans                             |
| Église Sainte-Thérèse-de-l'Enfant-Jésus du Mans                         | Le Mans                              |                          | 47° 58′ 09″ nord, 0° 12′ 23″ est   |                               |                |                    | Image manquante Téléverser                                     |
| Église Saint-Bernard des Sablons                                        | Le Mans                              |                          | 47° 59′ 25″ nord, 0° 13′ 22″ est   |                               |                |                    | Église Saint-Bernard des Sablons                               |
| Église Saint-Lazare du Mans                                             | Le Mans                              |                          | 47° 59′ 59″ nord, 0° 11′ 05″ est   |                               |                |                    | Image manquante Téléverser                                     |
| Église Saint-Liboire du Mans                                            | Le Mans                              |                          | 48° 01′ 03″ nord, 0° 11′ 05″ est   |                               |                |                    | Image manquante Téléverser                                     |
| Église Saint-Martin de Pontlieue                                        | Le Mans                              |                          | 47° 59′ 10″ nord, 0° 12′ 36″ est   |                               |                |                    | Église Saint-Martin de Pontlieue                               |
| Église Saint-Georges de Saint-Georges-du-Plain                          | Le Mans                              |                          | 47° 59′ 07″ nord, 0° 09′ 49″ est   |                               |                |                    | Image manquante Téléverser                                     |
| Église Saint-Pavin-des-Champs de Saint-Pavin                            | Le Mans                              |                          | 48° 00′ 30″ nord, 0° 10′ 53″ est   |                               |                |                    | Église Saint-Pavin-des-Champs de Saint-Pavin                   |
| Temple protestant du Mans                                               | Le Mans                              |                          | 48° 00′ nord, 0° 12′ est           |                               |                |                    | Temple protestant du Mans                                      |
| Église Saint-Martin de Mansigné                                         | Mansigné                             |                          | 47° 44′ 52″ nord, 0° 08′ 04″ est   | « PA00109875 »                | Inscrit        | 1926               | Église Saint-Martin de Mansigné                                |
| Église Notre-Dame de Marçon                                             | Marçon                               |                          | 47° 42′ 38″ nord, 0° 30′ 34″ est   | « PA00109877 »                | Inscrit        | 1927               | Église Notre-Dame de Marçon                                    |
| Église Saint-Eutrope de Mareil-en-Champagne                             | Mareil-en-Champagne                  |                          | 47° 59′ 02″ nord, 0° 10′ 05″ ouest |                               |                |                    | Église Saint-Eutrope de Mareil-en-Champagne                    |
| Église Saint-Christophe de Mareil-sur-Loir                              | Mareil-sur-Loir                      |                          | 47° 42′ 52″ nord, 0° 00′ 37″ est   |                               |                |                    | Église Saint-Christophe de Mareil-sur-Loir                     |
| Église Saint-Martin de Maresché                                         | Maresché                             |                          | 48° 12′ 44″ nord, 0° 09′ 23″ est   |                               |                |                    | Église Saint-Martin de Maresché                                |
| Église Saint-Pierre-aux-Liens de Marigné-Laillé                         | Marigné-Laillé                       |                          | 47° 49′ 05″ nord, 0° 20′ 24″ est   |                               |                |                    | Église Saint-Pierre-aux-Liens de Marigné-Laillé                |
| Église Saint-Rémy de Marolles-les-Braults                               | Marolles-les-Braults                 |                          | 48° 15′ 09″ nord, 0° 18′ 49″ est   |                               |                |                    | Église Saint-Rémy de Marolles-les-Braults                      |
| Église Saint-Jean de Marolles-lès-Saint-Calais                          | Marolles-lès-Saint-Calais            |                          | 47° 55′ 07″ nord, 0° 47′ 03″ est   |                               |                |                    | Église Saint-Jean de Marolles-lès-Saint-Calais                 |
| Église Notre-Dame de Marollette                                         | Marollette                           |                          | 48° 22′ 12″ nord, 0° 21′ 07″ est   |                               |                |                    | Église Notre-Dame de Marollette                                |
| Église Saint-Martin de Mayet                                            | Mayet                                |                          | 47° 45′ 38″ nord, 0° 16′ 31″ est   |                               |                |                    | Image manquante Téléverser                                     |
| Église Saint-Malo des Mées                                              | Les Mées                             |                          | 48° 18′ 53″ nord, 0° 13′ 55″ est   |                               |                |                    | Église Saint-Malo des Mées                                     |
| Église Saint-Pierre de Melleray                                         | Melleray                             |                          | 48° 05′ 57″ nord, 0° 47′ 58″ est   |                               |                |                    | Église Saint-Pierre de Melleray                                |
| Église Notre-Dame de Meurcé                                             | Meurcé                               |                          | 48° 14′ 02″ nord, 0° 12′ 05″ est   |                               |                |                    | Église Notre-Dame de Meurcé                                    |
| Église Saint-Martin de Mézeray                                          | Mézeray                              |                          | 47° 49′ 30″ nord, 0° 01′ 08″ ouest |                               |                |                    | Église Saint-Martin de Mézeray                                 |
| Église Saint-Pierre de Mézières-sous-Lavardin                           | Mézières-sous-Lavardin               |                          | 48° 09′ 18″ nord, 0° 01′ 49″ est   |                               |                |                    | Image manquante Téléverser                                     |
| Église Notre-Dame de Mézières                                           | Mézières-sur-Ponthouin               |                          | 48° 11′ 34″ nord, 0° 17′ 52″ est   |                               |                |                    | Église Notre-Dame de Mézières                                  |
| Église Notre-Dame de Mézières                                           | Mézières-sur-Ponthouin               |                          | 48° 11′ 34″ nord, 0° 17′ 52″ est   |                               |                |                    | Église Notre-Dame de Mézières                                  |
| Église Saint-Mamert de Ponthouin                                        | Mézières-sur-Ponthouin               |                          | 48° 12′ 44″ nord, 0° 17′ 34″ est   |                               | Inscrit        | 2016               | Image manquante Téléverser                                     |
| Église Saint-Pierre de La Milesse                                       | La Milesse                           |                          | 48° 03′ 51″ nord, 0° 08′ 10″ est   |                               |                |                    | Église Saint-Pierre de La Milesse                              |
| Église Notre-Dame-de-l'Assomption de Moitron-sur-Sarthe                 | Moitron-sur-Sarthe                   |                          | 48° 14′ 24″ nord, 0° 02′ 04″ est   |                               |                |                    | Église Notre-Dame-de-l'Assomption de Moitron-sur-Sarthe        |
| Église Saint-Étienne de Moncé-en-Belin                                  | Moncé-en-Belin                       |                          | 47° 53′ 38″ nord, 0° 12′ 17″ est   |                               |                |                    | Église Saint-Étienne de Moncé-en-Belin                         |
| Église Saint-Pierre-et-Saint-Paul de Moncé-en-Saosnois                  | Moncé-en-Saosnois                    |                          | 48° 16′ 26″ nord, 0° 23′ 23″ est   | « PA72000023 »                | Inscrit        | 2002               | Église Saint-Pierre-et-Saint-Paul de Moncé-en-Saosnois         |
| Église Saint-Hélier de Monhoudou                                        | Monhoudou                            |                          | 48° 17′ 11″ nord, 0° 19′ 25″ est   |                               |                |                    | Église Saint-Hélier de Monhoudou                               |
| Église Saint-Jean-Baptiste de Montaillé                                 | Montaillé                            |                          | 47° 56′ 12″ nord, 0° 42′ 04″ est   |                               |                |                    | Église Saint-Jean-Baptiste de Montaillé                        |
| Église Saint-Ouen-et-Saint-Barthélemy de Montbizot                      | Montbizot                            |                          | 48° 08′ 40″ nord, 0° 10′ 49″ est   |                               |                |                    | Image manquante Téléverser                                     |
| Église Notre-Dame de Montfort-le-Gesnois                                | Montfort-le-Gesnois                  |                          | 48° 02′ 58″ nord, 0° 24′ 12″ est   | « PA72000037 »                | Inscrit        | 2007               | Église Notre-Dame de Montfort-le-Gesnois                       |
| Église Notre-Dame de Saussay                                            | Montfort-le-Gesnois                  |                          | 48° 03′ 56″ nord, 0° 23′ 21″ est   | « PA00109883 »                | Inscrit        | 1973               | Église Notre-Dame de Saussay                                   |
| Église Saint-Gilles de Montfort-le-Gesnois                              | Montfort-le-Gesnois                  |                          | 48° 02′ 50″ nord, 0° 25′ 01″ est   |                               |                |                    | Église Saint-Gilles de Montfort-le-Gesnois                     |
| Église Notre-Dame-de-l'Assomption de Montmirail                         | Montmirail                           |                          | 48° 06′ 13″ nord, 0° 47′ 28″ est   |                               |                |                    | Église Notre-Dame-de-l'Assomption de Montmirail                |
| Église Saint-Sulpice de Montreuil-le-Chétif                             | Montreuil-le-Chétif                  |                          | 48° 14′ 45″ nord, 0° 02′ 08″ ouest |                               |                |                    | Image manquante Téléverser                                     |
| Église Saine-Anne de Montreuil-le-Henri                                 | Montreuil-le-Henri                   |                          | 47° 52′ 01″ nord, 0° 34′ 00″ est   |                               |                |                    | Église Saine-Anne de Montreuil-le-Henri                        |
| Église Saint-Jean-Baptiste de Mont-Saint-Jean                           | Mont-Saint-Jean                      |                          | 48° 14′ 47″ nord, 0° 06′ 23″ ouest |                               |                |                    | Image manquante Téléverser                                     |
| Église Saint-Guingalois de Château-du-Loir                              | Montval-sur-Loir                     |                          | 47° 41′ 38″ nord, 0° 25′ 07″ est   | « PA00109707 »                | Inscrit        | 1967               | Église Saint-Guingalois de Château-du-Loir                     |
| Église Saint-Aignan de Montabon                                         | Montval-sur-Loir                     |                          | 47° 40′ 49″ nord, 0° 23′ 14″ est   |                               |                |                    | Image manquante Téléverser                                     |
| Église Saint-Martin de Vouvray-sur-Loir                                 | Montval-sur-Loir                     |                          | 47° 41′ 47″ nord, 0° 27′ 46″ est   |                               |                |                    | Église Saint-Martin de Vouvray-sur-Loir                        |
| Église Saint-Symphorien de Moulins-le-Carbonnel                         | Moulins-le-Carbonnel                 |                          | 48° 22′ 16″ nord, 0° 01′ 26″ ouest |                               |                |                    | Église Saint-Symphorien de Moulins-le-Carbonnel                |
| Église Sainte-Madeleine de Mulsanne                                     | Mulsanne                             |                          | 47° 54′ 24″ nord, 0° 14′ 57″ est   |                               |                |                    | Église Sainte-Madeleine de Mulsanne                            |
| Église Saint-Étienne de Neufchâtel-en-Saosnois                          | Neufchâtel-en-Saosnois               |                          | 48° 22′ 37″ nord, 0° 14′ 46″ est   |                               |                |                    | Église Saint-Étienne de Neufchâtel-en-Saosnois                 |
| Église Saint-Pierre de Neuvillalais                                     | Neuvillalais                         |                          | 48° 09′ 21″ nord, 0° 00′ 04″ ouest |                               |                |                    | Église Saint-Pierre de Neuvillalais                            |
| Église Notre-Dame de Neuville-sur-Sarthe                                | Neuville-sur-Sarthe                  |                          | 48° 04′ 32″ nord, 0° 11′ 22″ est   |                               |                |                    | Église Notre-Dame de Neuville-sur-Sarthe                       |
| Église Saint-Gemme de Neuvillette-en-Charnie                            | Neuvillette-en-Charnie               |                          | 48° 05′ 36″ nord, 0° 12′ 41″ ouest |                               |                |                    | Église Saint-Gemme de Neuvillette-en-Charnie                   |
| Église Saint-Julien de Saint-Julien-le-Pauvre                           | Bernay-Neuvy-en-Champagne            |                          | 48° 03′ 23″ nord, 0° 00′ 26″ ouest |                               |                |                    | Image manquante Téléverser                                     |
| Église Saint-Laurent de Neuvy-en-Champagne                              | Bernay-Neuvy-en-Champagne            |                          | 48° 04′ 52″ nord, 0° 02′ 25″ ouest | « PA00109889 »                | Classé         | 1894               | Église Saint-Laurent de Neuvy-en-Champagne                     |
| Église Saint-Jouin-de-Marnes de Nogent-le-Bernard                       | Nogent-le-Bernard                    |                          | 48° 14′ 09″ nord, 0° 29′ 24″ est   | « PA00109890 »                | Classé         | 1911               | Église Saint-Jouin-de-Marnes de Nogent-le-Bernard              |
| Église Saint-Denis de Nogent-sur-Loir                                   | Nogent-sur-Loir                      |                          | 47° 40′ 10″ nord, 0° 23′ 43″ est   |                               |                |                    | Église Saint-Denis de Nogent-sur-Loir                          |
| Église Notre-Dame de Notre-Dame-du-Pé                                   | Notre-Dame-du-Pé                     |                          | 47° 43′ 48″ nord, 0° 19′ 31″ ouest |                               |                |                    | Église Notre-Dame de Notre-Dame-du-Pé                          |
| Église Saint-Martin de Nouans                                           | Nouans                               |                          | 48° 14′ 21″ nord, 0° 13′ 23″ est   |                               |                |                    | Église Saint-Martin de Nouans                                  |
| Église Saint-Germain de Noyen-sur-Sarthe                                | Noyen-sur-Sarthe                     |                          | 47° 52′ 17″ nord, 0° 05′ 51″ ouest |                               |                |                    | Église Saint-Germain de Noyen-sur-Sarthe                       |
| Église Saint-Pierre de Nuillé-le-Jalais                                 | Nuillé-le-Jalais                     |                          | 48° 01′ 10″ nord, 0° 28′ 54″ est   | « PA00109893 »                | Inscrit        | 1984               | Église Saint-Pierre de Nuillé-le-Jalais                        |
| Église Saint-Pierre d'Oisseau-le-Petit                                  | Oisseau-le-Petit                     |                          | 48° 20′ 55″ nord, 0° 05′ 11″ est   |                               |                |                    | Église Saint-Pierre d'Oisseau-le-Petit                         |
| Église Saint-Hilaire d'Oizé                                             | Oizé                                 |                          | 47° 48′ 37″ nord, 0° 06′ 15″ est   | « PA00110000 »                | Classé         | 1994               | Église Saint-Hilaire d'Oizé                                    |
| Église Saint-Sulpice de Panon                                           | Panon                                |                          | 48° 20′ 19″ nord, 0° 17′ 42″ est   |                               |                |                    | Image manquante Téléverser                                     |
| Église Saint-Martin de Parcé-sur-Sarthe                                 | Parcé-sur-Sarthe                     |                          | 47° 50′ 39″ nord, 0° 11′ 57″ ouest |                               |                |                    | Église Saint-Martin de Parcé-sur-Sarthe                        |
| Église Saint-Pierre de Parcé-sur-Sarthe (tour)                          | Parcé-sur-Sarthe                     |                          | 47° 50′ 36″ nord, 0° 11′ 57″ ouest | « PA00109899 » « IA00058240 » | Inscrit        | 1963               | Église Saint-Pierre de Parcé-sur-Sarthe (tour)                 |
| Église Saint-Martin de Parennes                                         | Parennes                             |                          | 48° 07′ 08″ nord, 0° 11′ 07″ ouest |                               |                |                    | Église Saint-Martin de Parennes                                |
| Église Saint-Pierre de Parigné-le-Pôlin                                 | Parigné-le-Pôlin                     |                          | 47° 51′ 02″ nord, 0° 06′ 32″ est   |                               |                |                    | Église Saint-Pierre de Parigné-le-Pôlin                        |
| Église Notre-Dame-de-l'Assomption de Parigné-l'Évêque                   | Parigné-l'Évêque                     |                          | 47° 56′ 16″ nord, 0° 21′ 56″ est   | « PA00109903 »                | Inscrit        | 1984               | Église Notre-Dame-de-l'Assomption de Parigné-l'Évêque          |
| Église Saint-Jouin de Peray                                             | Peray                                |                          | 48° 14′ 53″ nord, 0° 21′ 50″ est   | « PA72000016 »                | Inscrit Classé | 2000 2003          | Église Saint-Jouin de Peray                                    |
| Église Saint-Martin de Pezé-le-Robert                                   | Pezé-le-Robert                       |                          | 48° 11′ 39″ nord, 0° 03′ 33″ ouest |                               |                |                    | Église Saint-Martin de Pezé-le-Robert                          |
| Église Notre-Dame de Piacé                                              | Piacé                                |                          | 48° 15′ 28″ nord, 0° 06′ 49″ est   |                               |                |                    | Église Notre-Dame de Piacé                                     |
| Église Saint-Aubin de Pincé                                             | Pincé                                |                          | 47° 47′ 42″ nord, 0° 22′ 51″ ouest | « PA72000028 » « IA00058281 » | Inscrit        | 2003               | Église Saint-Aubin de Pincé                                    |
| Église Saint-Jouin de Pirmil                                            | Pirmil                               |                          | 47° 54′ 44″ nord, 0° 05′ 50″ ouest | « PA00109906 »                | Classé         | 1912               | Église Saint-Jouin de Pirmil                                   |
| Église Saint-Rémy de Pizieux                                            | Pizieux                              |                          | 48° 19′ 20″ nord, 0° 19′ 55″ est   |                               |                |                    | Image manquante Téléverser                                     |
| Église Saint-Denis de Poillé-sur-Vègre                                  | Poillé-sur-Vègre                     |                          | 47° 55′ 13″ nord, 0° 15′ 54″ ouest |                               |                |                    | Église Saint-Denis de Poillé-sur-Vègre                         |
| Église Saint-Pierre-et-Saint-Paul de Pontvallain                        | Pontvallain                          |                          | 47° 45′ 02″ nord, 0° 11′ 32″ est   |                               |                |                    | Église Saint-Pierre-et-Saint-Paul de Pontvallain               |
| Église Saint-Pierre de Précigné                                         | Précigné                             |                          | 47° 45′ 59″ nord, 0° 19′ 29″ ouest | « PA00109914 » « IA00058453 » | Inscrit        | 1926               | Église Saint-Pierre de Précigné                                |
| Église Saint-Pierre-et-Saint-Paul de Préval                             | Préval                               |                          | 48° 14′ 13″ nord, 0° 37′ 26″ est   | « PA00109915 »                | Inscrit        | 1927               | Église Saint-Pierre-et-Saint-Paul de Préval                    |
| Église Saint-Hilaire de Prévelles                                       | Prévelles                            |                          | 48° 09′ 06″ nord, 0° 29′ 02″ est   |                               |                |                    | Église Saint-Hilaire de Prévelles                              |
| Église Saint-Pierre de Pruillé-le-Chétif                                | Pruillé-le-Chétif                    |                          | 47° 59′ 37″ nord, 0° 06′ 29″ est   |                               |                |                    | Église Saint-Pierre de Pruillé-le-Chétif                       |
| Église Saint-Christophe de Pruillé-l'Éguillé                            | Pruillé-l'Éguillé                    |                          | 47° 50′ 13″ nord, 0° 25′ 55″ est   |                               |                |                    | Église Saint-Christophe de Pruillé-l'Éguillé                   |
| Église Notre-Dame-de-la-Visitation de La Quinte                         | La Quinte                            |                          | 48° 03′ 30″ nord, 0° 02′ 19″ est   |                               |                |                    | Église Notre-Dame-de-la-Visitation de La Quinte                |
| Église Saint-Germain de Rahay                                           | Rahay                                |                          | 47° 57′ 40″ nord, 0° 49′ 55″ est   |                               |                |                    | Église Saint-Germain de Rahay                                  |
| Église Saint-Pierre de René                                             | René                                 |                          | 48° 16′ 42″ nord, 0° 13′ 19″ est   | « PA72000024 »                | Inscrit        | 2002               | Église Saint-Pierre de René                                    |
| Église Saint-Pierre de Requeil                                          | Requeil                              |                          | 47° 47′ 06″ nord, 0° 09′ 43″ est   | « PA00109918 »                | Inscrit        | 1926 (annulé) 2012 | Église Saint-Pierre de Requeil                                 |
| Église Saint-Pierre-et-Saint-Paul de Roézé-sur-Sarthe                   | Roézé-sur-Sarthe                     |                          | 47° 53′ 35″ nord, 0° 04′ 05″ est   |                               |                |                    | Église Saint-Pierre-et-Saint-Paul de Roézé-sur-Sarthe          |
| Église Saint-Hermès de Rouessé-Fontaine                                 | Rouessé-Fontaine                     |                          | 48° 19′ 22″ nord, 0° 09′ 02″ est   | « PA00109920 »                | Classé         | 1914               | Église Saint-Hermès de Rouessé-Fontaine                        |
| Église Saint-Béat de Rouessé-Vassé                                      | Rouessé-Vassé                        |                          | 48° 09′ 33″ nord, 0° 11′ 57″ ouest |                               |                |                    | Image manquante Téléverser                                     |
| Église Saint-Martin de Rouez                                            | Rouez                                |                          | 48° 08′ 23″ nord, 0° 06′ 54″ ouest |                               |                |                    | Église Saint-Martin de Rouez                                   |
| Église Notre-Dame de Rouillon                                           | Rouillon                             |                          | 48° 00′ 17″ nord, 0° 08′ 10″ est   |                               |                |                    | Église Notre-Dame de Rouillon                                  |
| Église Saint-Mamert-et-de-la-Vierge de Rouperroux-le-Coquet             | Rouperroux-le-Coquet                 |                          | 48° 13′ 35″ nord, 0° 25′ 46″ est   |                               |                |                    | Église Saint-Mamert-et-de-la-Vierge de Rouperroux-le-Coquet    |
| Église Saint-Pierre de Ruaudin                                          | Ruaudin                              |                          | 47° 56′ 37″ nord, 0° 15′ 51″ est   |                               |                |                    | Image manquante Téléverser                                     |
| Église Saint-Nazaire de Ruillé-en-Champagne                             | Ruillé-en-Champagne                  |                          | 48° 03′ 35″ nord, 0° 04′ 58″ ouest |                               |                |                    | Église Saint-Nazaire de Ruillé-en-Champagne                    |
| Église Saint-Martin de Gastines-sur-Erve                                | Sablé-sur-Sarthe                     |                          | 47° 51′ 25″ nord, 0° 20′ 43″ ouest |                               |                |                    | Église Saint-Martin de Gastines-sur-Erve                       |
| Chapelle Saint-Martin de Sablé-sur-Sarthe                               | Sablé-sur-Sarthe                     | Église détruite en 2017. | 47° 50′ 24″ nord, 0° 20′ 03″ ouest |                               |                |                    | Chapelle Saint-Martin de Sablé-sur-Sarthe                      |
| Église Notre-Dame de Sablé-sur-Sarthe                                   | Sablé-sur-Sarthe                     |                          | 47° 50′ 16″ nord, 0° 19′ 48″ ouest |                               |                |                    | Église Notre-Dame de Sablé-sur-Sarthe                          |
| Église Saint-Aignan de Saint-Aignan (Sarthe)                            | Saint-Aignan                         |                          | 48° 12′ 53″ nord, 0° 20′ 34″ est   |                               |                |                    | Église Saint-Aignan de Saint-Aignan (Sarthe)                   |
| Église Saint-Aubin de Saint-Aubin-de-Locquenay                          | Saint-Aubin-de-Locquenay             |                          | 48° 16′ 16″ nord, 0° 01′ 31″ est   |                               |                |                    | Église Saint-Aubin de Saint-Aubin-de-Locquenay                 |
| Église Saint-Aubin de Saint-Aubin-des-Coudrais                          | Saint-Aubin-des-Coudrais             |                          | 48° 10′ 20″ nord, 0° 35′ 16″ est   | « PA00109928 »                | Classé         | 1976               | Église Saint-Aubin de Saint-Aubin-des-Coudrais                 |
| Église Saint-Biez de Saint-Biez-en-Belin                                | Saint-Biez-en-Belin                  |                          | 47° 49′ 15″ nord, 0° 14′ 17″ est   |                               |                |                    | Église Saint-Biez de Saint-Biez-en-Belin                       |
| Église Notre-Dame de Saint-Calais                                       | Saint-Calais                         |                          | 47° 55′ 18″ nord, 0° 44′ 45″ est   | « PA00109930 »                | Classé         | 1840               | Église Notre-Dame de Saint-Calais                              |
| Église Saint-Calais de Saint-Calez-en-Saosnois                          | Saint-Calez-en-Saosnois              |                          | 48° 18′ 48″ nord, 0° 18′ 13″ est   |                               |                |                    | Église Saint-Calais de Saint-Calez-en-Saosnois                 |
| Église de la Trinité de Saint-Célerin                                   | Saint-Célerin                        |                          | 48° 07′ 23″ nord, 0° 25′ 53″ est   | « PA00109932 »                | Inscrit        | 1984               | Église de la Trinité de Saint-Célerin                          |
| Église Sainte-Cérotte de Sainte-Cérotte                                 | Sainte-Cérotte                       |                          | 47° 54′ 03″ nord, 0° 41′ 19″ est   | « PA00109933 »                | Inscrit        | 1926               | Église Sainte-Cérotte de Sainte-Cérotte                        |
| Église Saint-Christophe de Saint-Christophe-du-Jambet                   | Saint-Christophe-du-Jambet           |                          | 48° 13′ 54″ nord, 0° 02′ 12″ est   | « PA00109936 »                | Classé         | 1912               | Église Saint-Christophe de Saint-Christophe-du-Jambet          |
| Église Saint-Christophe de Saint-Christophe-en-Champagne                | Saint-Christophe-en-Champagne        |                          | 47° 58′ 02″ nord, 0° 08′ 14″ ouest | « PA00109935 »                | Classé         | 1997               | Église Saint-Christophe de Saint-Christophe-en-Champagne       |
| Église Saint-Corneille de Saint-Corneille                               | Saint-Corneille                      |                          | 48° 04′ 00″ nord, 0° 20′ 37″ est   |                               |                |                    | Église Saint-Corneille de Saint-Corneille                      |
| Église Saint-Médard de Champaissant                                     | Saint-Cosme-en-Vairais               |                          | 48° 16′ 25″ nord, 0° 26′ 49″ est   | « PA00109700 »                | Inscrit        | 1927               | Église Saint-Médard de Champaissant                            |
| Église Saint-Augustin de Contres                                        | Saint-Cosme-en-Vairais               |                          | 48° 16′ 57″ nord, 0° 29′ 29″ est   |                               |                |                    | Église Saint-Augustin de Contres                               |
| Église Saint-Cosme-et-Saint-Damien de Saint-Cosme-en-Vairais            | Saint-Cosme-en-Vairais               |                          | 48° 16′ 23″ nord, 0° 27′ 38″ est   |                               |                |                    | Image manquante Téléverser                                     |
| Église Saint-Denis de Saint-Denis-des-Coudrais                          | Saint-Denis-des-Coudrais             |                          | 48° 08′ 59″ nord, 0° 30′ 22″ est   | « PA72000041 »                | Inscrit        | 2008               | Église Saint-Denis de Saint-Denis-des-Coudrais                 |
| Église Saint-Denis de Saint-Denis-d'Orques                              | Saint-Denis-d'Orques                 |                          | 48° 01′ 38″ nord, 0° 16′ 21″ ouest |                               |                |                    | Église Saint-Denis de Saint-Denis-d'Orques                     |
| Église Saint-Georges de Saint-Georges-de-la-Couée                       | Saint-Georges-de-la-Couée            |                          | 47° 50′ 30″ nord, 0° 34′ 58″ est   | « PA00109939 »                | Classé         | 1968               | Église Saint-Georges de Saint-Georges-de-la-Couée              |
| Église Saint-Georges de Saint-Georges-du-Bois (Sarthe)                  | Saint-Georges-du-Bois                |                          | 47° 58′ 21″ nord, 0° 05′ 59″ est   |                               |                |                    | Église Saint-Georges de Saint-Georges-du-Bois (Sarthe)         |
| Église Saint-Georges de Saint-Georges-du-Rosay                          | Saint-Georges-du-Rosay               |                          | 48° 11′ 58″ nord, 0° 30′ 07″ est   | « PA00109940 »                | Classé         | 1994               | Église Saint-Georges de Saint-Georges-du-Rosay                 |
| Église Saint-Georges de Saint-Georges-le-Gaultier                       | Saint-Georges-le-Gaultier            |                          | 47° 58′ 21″ nord, 0° 05′ 59″ est   |                               |                |                    | Église Saint-Georges de Saint-Georges-le-Gaultier              |
| Église Saint-Germain de Saint-Germain-d'Arcé                            | Saint-Germain-d'Arcé                 |                          | 47° 37′ 22″ nord, 0° 17′ 31″ est   |                               |                |                    | Église Saint-Germain de Saint-Germain-d'Arcé                   |
| Église Saint-Germain de Saint-Germain-sur-Sarthe                        | Saint-Germain-sur-Sarthe             |                          | 48° 17′ 08″ nord, 0° 05′ 44″ est   | « PA00109942 »                | Inscrit        | 1927               | Église Saint-Germain de Saint-Germain-sur-Sarthe               |
| Église Saint-Gervais-et-Saint-Protais de Saint-Gervais-de-Vic           | Saint-Gervais-de-Vic                 |                          | 47° 53′ 14″ nord, 0° 44′ 21″ est   | « PA00109943 »                | Inscrit        | 1927               | Église Saint-Gervais-et-Saint-Protais de Saint-Gervais-de-Vic  |
| Église Saint-Gervais-et-Saint-Protais de Saint-Gervais-en-Belin         | Saint-Gervais-en-Belin               |                          | 47° 52′ 38″ nord, 0° 13′ 02″ est   |                               |                |                    | Image manquante Téléverser                                     |
| Église Sainte-Jamme de Sainte-Jamme-sur-Sarthe                          | Sainte-Jamme-sur-Sarthe              |                          | 48° 08′ 37″ nord, 0° 10′ 13″ est   |                               |                |                    | Église Sainte-Jamme de Sainte-Jamme-sur-Sarthe                 |
| Église Saint-Fiacre de Saint-Jean-d'Assé                                | Saint-Jean-d'Assé                    | Chevaigné                | 48° 10′ 28″ nord, 0° 09′ 46″ est   |                               |                |                    | Image manquante Téléverser                                     |
| Église Saint-Jean de Saint-Jean-d'Assé                                  | Saint-Jean-d'Assé                    |                          | 48° 09′ 02″ nord, 0° 07′ 08″ est   |                               |                |                    | Église Saint-Jean de Saint-Jean-d'Assé                         |
| Église Saint-Jean-Baptiste de Saint-Jean-de-la-Motte                    | Saint-Jean-de-la-Motte               |                          | 47° 44′ 38″ nord, 0° 03′ 24″ est   | « PA00109946 »                | Inscrit        | 1927               | Église Saint-Jean-Baptiste de Saint-Jean-de-la-Motte           |
| Église Saint-Jean-Baptiste de Saint-Jean-des-Échelles                   | Saint-Jean-des-Échelles              |                          | 48° 07′ 47″ nord, 0° 42′ 47″ est   |                               |                |                    | Église Saint-Jean-Baptiste de Saint-Jean-des-Échelles          |
| Église Saint-Jean-Baptiste de Saint-Jean-du-Bois                        | Saint-Jean-du-Bois                   |                          | 47° 52′ 13″ nord, 0° 02′ 21″ ouest |                               |                |                    | Église Saint-Jean-Baptiste de Saint-Jean-du-Bois               |
| Église Saint-Léonard de Saint-Léonard-des-Bois                          | Saint-Léonard-des-Bois               |                          | 48° 21′ 08″ nord, 0° 04′ 38″ ouest |                               |                |                    | Église Saint-Léonard de Saint-Léonard-des-Bois                 |
| Église Saint-Pierre-et-Saint-Longis de Saint-Longis                     | Saint-Longis                         |                          | 48° 21′ 21″ nord, 0° 20′ 50″ est   |                               |                |                    | Église Saint-Pierre-et-Saint-Longis de Saint-Longis            |
| Église Saint-Maixent de Saint-Maixent                                   | Saint-Maixent                        |                          | 48° 05′ 23″ nord, 0° 39′ 10″ est   |                               |                |                    | Église Saint-Maixent de Saint-Maixent                          |
| Église Notre-Dame de Saint-Marceau                                      | Saint-Marceau                        |                          | 48° 10′ 46″ nord, 0° 07′ 33″ est   |                               |                |                    | Image manquante Téléverser                                     |
| Église Saint-Mars de Saint-Mars-de-Locquenay                            | Saint-Mars-de-Locquenay              |                          | 47° 55′ 41″ nord, 0° 29′ 09″ est   |                               |                |                    | Église Saint-Mars de Saint-Mars-de-Locquenay                   |
| Église Saint-Médard de Saint-Mars-d'Outillé                             | Saint-Mars-d'Outillé                 |                          | 47° 52′ 21″ nord, 0° 20′ 00″ est   |                               |                |                    | Église Saint-Médard de Saint-Mars-d'Outillé                    |
| Église Saint-Médard de Saint-Mars-la-Brière                             | Saint-Mars-la-Brière                 |                          | 48° 01′ 43″ nord, 0° 22′ 18″ est   |                               |                |                    | Église Saint-Médard de Saint-Mars-la-Brière                    |
| Église Saint-Martin de Saint-Martin-des-Monts                           | Saint-Martin-des-Monts               |                          | 48° 08′ 57″ nord, 0° 35′ 45″ est   |                               |                |                    | Église Saint-Martin de Saint-Martin-des-Monts                  |
| Église Saint-Michel de Saint-Michel-de-Chavaignes                       | Saint-Michel-de-Chavaignes           |                          | 48° 01′ 03″ nord, 0° 34′ 23″ est   | « PA00109950 »                | Inscrit        | 1952               | Église Saint-Michel de Saint-Michel-de-Chavaignes              |
| Église Sainte-Osmane de Saint-Osmane                                    | Sainte-Osmane                        |                          | 47° 53′ 25″ nord, 0° 36′ 34″ est   |                               |                |                    | Église Sainte-Osmane de Saint-Osmane                           |
| Église Sainte-Avoye de Saint-Ouen-de-Mimbré                             | Saint-Ouen-de-Mimbré                 |                          | 48° 17′ 36″ nord, 0° 02′ 54″ est   |                               |                |                    | Église Sainte-Avoye de Saint-Ouen-de-Mimbré                    |
| Église Saint-Ouen de Saint-Ouen-en-Belin                                | Saint-Ouen-en-Belin                  |                          | 47° 50′ 00″ nord, 0° 12′ 37″ est   |                               |                |                    | Image manquante Téléverser                                     |
| Église Saint-Ouen de Saint-Ouen-en-Champagne                            | Saint-Ouen-en-Champagne              |                          | 47° 57′ 01″ nord, 0° 11′ 22″ ouest |                               |                |                    | Église Saint-Ouen de Saint-Ouen-en-Champagne                   |
| Église Saint-Denis du Chevain                                           | Saint Paterne - Le Chevain           |                          | 48° 25′ 59″ nord, 0° 07′ 34″ est   |                               |                |                    | Église Saint-Denis du Chevain                                  |
| Église Saint-Paterne de Saint-Paterne                                   | Saint Paterne - Le Chevain           |                          | 48° 24′ 53″ nord, 0° 06′ 32″ est   |                               |                |                    | Église Saint-Paterne de Saint-Paterne                          |
| Église Saint-Pierre-et-Saint-Paul de Saint-Paul-le-Gaultier             | Saint-Paul-le-Gaultier               |                          | 48° 19′ 13″ nord, 0° 06′ 23″ ouest |                               |                |                    | Église Saint-Pierre-et-Saint-Paul de Saint-Paul-le-Gaultier    |
| Église Saint-Pavace de Saint-Pavace                                     | Saint-Pavace                         |                          | 48° 02′ 20″ nord, 0° 11′ 16″ est   |                               |                |                    | Église Saint-Pavace de Saint-Pavace                            |
| Église Saint-Pierre de Saint-Pierre-de-Chevillé                         | Saint-Pierre-de-Chevillé             |                          | 47° 38′ 46″ nord, 0° 26′ 21″ est   |                               |                |                    | Image manquante Téléverser                                     |
| Église Saint-Pierre de Saint-Pierre-des-Bois                            | Saint-Pierre-des-Bois                |                          | 47° 56′ 26″ nord, 0° 08′ 25″ ouest |                               |                |                    | Église Saint-Pierre de Saint-Pierre-des-Bois                   |
| Église Saint-Pierre de Saint-Pierre-des-Ormes                           | Saint-Pierre-des-Ormes               |                          | 48° 18′ 23″ nord, 0° 25′ 20″ est   |                               |                |                    | Église Saint-Pierre de Saint-Pierre-des-Ormes                  |
| Église Saint-Pierre de Saint-Pierre-du-Lorouër                          | Saint-Pierre-du-Lorouër              |                          | 47° 48′ 21″ nord, 0° 31′ 22″ est   | « PA00109954 »                | Inscrit        | 1926               | Église Saint-Pierre de Saint-Pierre-du-Lorouër                 |
| Église Saint-Rémy de Saint-Rémy-de-Sillé                                | Saint-Rémy-de-Sillé                  |                          | 48° 11′ 11″ nord, 0° 05′ 35″ ouest | « PA00109958 »                | Classé         | 1912               | Église Saint-Rémy de Saint-Rémy-de-Sillé                       |
| Église Saint-Rémy de Saint-Rémy-des-Monts                               | Saint-Rémy-des-Monts                 |                          | 48° 18′ 32″ nord, 0° 24′ 01″ est   |                               |                |                    | Église Saint-Rémy de Saint-Rémy-des-Monts                      |
| Église Saint-Rémy-et-Saint-Rigomer de Saint-Rémy-du-Val                 | Saint-Rémy-du-Val                    |                          | 48° 20′ 59″ nord, 0° 15′ 15″ est   | « PA00109956 »                | Classé         | 1911               | Église Saint-Rémy-et-Saint-Rigomer de Saint-Rémy-du-Val        |
| Église Saint-Martin-de-Tours de Sainte-Sabine-sur-Longève (désaffectée) | Sainte-Sabine-sur-Longève            | Poché                    | 48° 07′ 54″ nord, 0° 05′ 03″ est   |                               |                |                    | Image manquante Téléverser                                     |
| Église Sainte-Sabine de Sainte-Sabine-sur-Longève                       | Sainte-Sabine-sur-Longève            |                          | 48° 08′ 26″ nord, 0° 05′ 44″ est   |                               |                |                    | Église Sainte-Sabine de Sainte-Sabine-sur-Longève              |
| Église Saint-Saturnin de Saint-Saturnin (Sarthe)                        | Saint-Saturnin                       |                          | 48° 03′ 29″ nord, 0° 09′ 06″ est   |                               |                |                    | Image manquante Téléverser                                     |
| Église Saint-Symphorien de Saint-Symphorien (Sarthe)                    | Saint-Symphorien                     |                          | 48° 04′ 18″ nord, 0° 06′ 48″ ouest |                               |                |                    | Église Saint-Symphorien de Saint-Symphorien (Sarthe)           |
| Église Saint-Ulphace de Saint-Ulphace                                   | Saint-Ulphace                        |                          | 48° 09′ 33″ nord, 0° 49′ 01″ est   | « PA00109962 »                | Classé         | 2003               | Église Saint-Ulphace de Saint-Ulphace                          |
| Église Saint-Victeur de Saint-Victeur                                   | Saint-Victeur                        |                          | 48° 19′ 19″ nord, 0° 02′ 21″ est   |                               |                |                    | Église Saint-Victeur de Saint-Victeur                          |
| Église Saint-Viventien de Saint-Vincent-des-Prés                        | Saint-Vincent-des-Prés               |                          | 48° 17′ 46″ nord, 0° 23′ 07″ est   |                               |                |                    | Église Saint-Viventien de Saint-Vincent-des-Prés               |
| Église Saint-Vincent de Saint-Vincent-du-Lorouër                        | Saint-Vincent-du-Lorouër             |                          | 47° 49′ 31″ nord, 0° 29′ 25″ est   | « PA72000008 »                | Inscrit        | 1997               | Église Saint-Vincent de Saint-Vincent-du-Lorouër               |
| Église Saint-Julien de Montrenault                                      | Saosnes                              |                          | 48° 19′ 29″ nord, 0° 18′ 18″ est   | « PA00132774 »                | Inscrit        | 1994               | Église Saint-Julien de Montrenault                             |
| Église Saint-Hilaire de Saosnes                                         | Saosnes                              |                          | 48° 19′ 35″ nord, 0° 16′ 45″ est   |                               |                |                    | Église Saint-Hilaire de Saosnes                                |
| Église Saint-Martin de Sarcé                                            | Sarcé                                |                          | 47° 43′ 17″ nord, 0° 13′ 15″ est   | « PA00109964 »                | Inscrit        | 1974               | Église Saint-Martin de Sarcé                                   |
| Église Saint-Aubin de Sargé-lès-le-Mans                                 | Sargé-lès-le-Mans                    |                          | 48° 02′ 00″ nord, 0° 14′ 26″ est   |                               |                |                    | Église Saint-Aubin de Sargé-lès-le-Mans                        |
| Église Saint-Germain de Savigné-l'Évêque                                | Savigné-l'Évêque                     |                          | 48° 04′ 38″ nord, 0° 17′ 49″ est   |                               |                |                    | Église Saint-Germain de Savigné-l'Évêque                       |
| Église Saint-Loup de Savigné-sous-le-Lude                               | Savigné-sous-le-Lude                 |                          | 47° 37′ 05″ nord, 0° 03′ 26″ est   |                               |                |                    | Église Saint-Loup de Savigné-sous-le-Lude                      |
| Église Saint-Germain de Sceaux-sur-Huisne                               | Sceaux-sur-Huisne                    |                          | 48° 06′ 19″ nord, 0° 34′ 59″ est   | « PA00109967 »                | Inscrit        | 1926               | Église Saint-Germain de Sceaux-sur-Huisne                      |
| Église Notre-Dame de Ségrie                                             | Ségrie                               |                          | 48° 11′ 59″ nord, 0° 01′ 31″ est   | « PA00109968 »                | Classé         | 1912               | Église Notre-Dame de Ségrie                                    |
| Église Saint-Martin de Semur-en-Vallon                                  | Semur-en-Vallon                      |                          | 48° 01′ 27″ nord, 0° 39′ 14″ est   |                               |                |                    | Église Saint-Martin de Semur-en-Vallon                         |
| Église Notre-Dame de Sillé-le-Guillaume                                 | Sillé-le-Guillaume                   |                          | 48° 11′ 04″ nord, 0° 07′ 36″ ouest | « PA00109971 »                | Classé         | 1911               | Église Notre-Dame de Sillé-le-Guillaume                        |
| Église Saint-Pierre de Sillé-le-Philippe                                | Sillé-le-Philippe                    |                          | 48° 06′ 33″ nord, 0° 21′ 10″ est   |                               |                |                    | Église Saint-Pierre de Sillé-le-Philippe                       |
| Église Notre-Dame de Solesmes                                           | Solesmes                             |                          | 47° 51′ 06″ nord, 0° 18′ 11″ ouest |                               |                |                    | Église Notre-Dame de Solesmes                                  |
| Église Saint-Martin de Sougé-le-Ganelon                                 | Sougé-le-Ganelon                     |                          | 48° 19′ 05″ nord, 0° 01′ 47″ ouest |                               |                |                    | Église Saint-Martin de Sougé-le-Ganelon                        |
| Église Saint-Martin de Souillé                                          | Souillé                              |                          | 48° 07′ 07″ nord, 0° 10′ 59″ est   |                               |                |                    | Église Saint-Martin de Souillé                                 |
| Église Saint-Rigomer de Souligné-Flacé                                  | Souligné-Flacé                       |                          | 47° 58′ 25″ nord, 0° 00′ 41″ est   |                               |                |                    | Église Saint-Rigomer de Souligné-Flacé                         |
| Église Saint-Martin de Souligné-sous-Ballon                             | Souligné-sous-Ballon                 |                          | 48° 08′ 18″ nord, 0° 14′ 09″ est   |                               |                |                    | Image manquante Téléverser                                     |
| Église Saint-Martin de Soulitré                                         | Soulitré                             |                          | 48° 00′ 41″ nord, 0° 27′ 24″ est   |                               |                |                    | Église Saint-Martin de Soulitré                                |
| Église Saint-Martin de Souvigné-sur-Même                                | Souvigné-sur-Même                    |                          | 48° 13′ 10″ nord, 0° 38′ 12″ est   | « PA72000029 »                | Inscrit        | 2004               | Image manquante Téléverser                                     |
| Église Saint-Maurille de Souvigné-sur-Sarthe                            | Souvigné-sur-Sarthe                  |                          | 47° 49′ 38″ nord, 0° 23′ 19″ ouest |                               |                |                    | Église Saint-Maurille de Souvigné-sur-Sarthe                   |
| Église Sainte-Anne de Spay                                              | Spay                                 |                          | 47° 55′ 21″ nord, 0° 09′ 11″ est   |                               |                |                    | Église Sainte-Anne de Spay                                     |
| Église Notre-Dame-de-l'Assomption de Surfonds                           | Surfonds                             |                          | 47° 58′ 29″ nord, 0° 27′ 39″ est   |                               |                |                    | Image manquante Téléverser                                     |
| Église Saint-Julien de La Suze-sur-Sarthe                               | La Suze-sur-Sarthe                   |                          | 47° 53′ 23″ nord, 0° 01′ 41″ est   |                               |                |                    | Église Saint-Julien de La Suze-sur-Sarthe                      |
| Église Saint-André de Tassé                                             | Tassé                                |                          | 47° 53′ 23″ nord, 0° 08′ 11″ ouest |                               |                |                    | Église Saint-André de Tassé                                    |
| Église Saint-Martin de Tassillé                                         | Tassillé                             |                          | 47° 59′ 35″ nord, 0° 05′ 33″ ouest |                               |                |                    | Image manquante Téléverser                                     |
| Église Saint-Martin de Teillé                                           | Teillé                               |                          | 47° 27′ 41″ nord, 1° 16′ 45″ ouest |                               |                |                    | Église Saint-Martin de Teillé                                  |
| Église Saint-Pierre-et-Saint-Paul de Teloché                            | Teloché                              |                          | 47° 53′ 15″ nord, 0° 16′ 10″ est   |                               |                |                    | Image manquante Téléverser                                     |
| Église Saint-Corneille-et-Saint-Cyprien de Tennie                       | Tennie                               |                          | 48° 06′ 27″ nord, 0° 04′ 35″ ouest | « PA00109975 »                | Classé         | 1912               | Église Saint-Corneille-et-Saint-Cyprien de Tennie              |
| Église Saint-Pierre de Terrehault                                       | Terrehault                           |                          | 48° 12′ 16″ nord, 0° 24′ 09″ est   |                               |                |                    | Église Saint-Pierre de Terrehault                              |
| Église de l'Assomption de Théligny                                      | Théligny                             |                          | 48° 10′ 31″ nord, 0° 47′ 58″ est   | « PA00109976 »                | Inscrit        | 1925               | Église de l'Assomption de Théligny                             |
| Église Saint-Martin de Thoigné                                          | Thoigné                              |                          | 48° 17′ 20″ nord, 0° 15′ 16″ est   |                               |                |                    | Église Saint-Martin de Thoigné                                 |
| Église Saint-Gervais-et-Saint-Protais de Thoiré-sous-Contensor          | Thoiré-sous-Contensor                |                          | 48° 18′ 42″ nord, 0° 12′ 03″ est   |                               |                |                    | Église Saint-Gervais-et-Saint-Protais de Thoiré-sous-Contensor |
| Église Notre-Dame-de-la-Visitation de Thoiré-sur-Dinan                  | Thoiré-sur-Dinan                     |                          | 47° 45′ 13″ nord, 0° 26′ 50″ est   |                               |                |                    | Église Notre-Dame-de-la-Visitation de Thoiré-sur-Dinan         |
| Église Saint-Germain de Thorée-les-Pins                                 | Thorée-les-Pins                      |                          | 47° 41′ 14″ nord, 0° 02′ 33″ est   |                               |                |                    | Église Saint-Germain de Thorée-les-Pins                        |
| Église Notre-Dame de Thorigné-sur-Dué                                   | Thorigné-sur-Dué                     |                          | 48° 02′ 14″ nord, 0° 32′ 03″ est   |                               |                |                    | Église Notre-Dame de Thorigné-sur-Dué                          |
| Église Notre-Dame de Torcé-en-Vallée                                    | Église Notre-Dame de Torcé-en-Vallée |                          | 48° 08′ 02″ nord, 0° 23′ 45″ est   | « PA00109978 »                | Classé         | 2003               | Église Notre-Dame de Torcé-en-Vallée                           |
| Église Saint-Gervais-et-Saint-Protais de Trangé                         | Trangé                               |                          | 48° 01′ 39″ nord, 0° 06′ 57″ est   |                               |                |                    | Église Saint-Gervais-et-Saint-Protais de Trangé                |
| Église Saint-Martin de Tresson                                          | Tresson                              |                          | 47° 54′ 13″ nord, 0° 34′ 30″ est   | « PA00109980 »                | Inscrit        | 1969               | Église Saint-Martin de Tresson                                 |
| Église Notre-Dame du Tronchet                                           | Le Tronchet                          |                          | 48° 10′ 52″ nord, 0° 04′ 29″ est   |                               |                |                    | Église Notre-Dame du Tronchet                                  |
| Église Saint-Hilaire de Saint-Hilaire-le-Lierru                         | Tuffé Val de la Chéronne             |                          | 48° 06′ 33″ nord, 0° 32′ 14″ est   |                               |                |                    | Église Saint-Hilaire de Saint-Hilaire-le-Lierru                |
| Église Saint-Pierre-et-Saint-Paul de Tuffé                              | Tuffé Val de la Chéronne             |                          | 48° 06′ 53″ nord, 0° 31′ 02″ est   |                               |                |                    | Église Saint-Pierre-et-Saint-Paul de Tuffé                     |
| Église Notre-Dame de Vaas                                               | Vaas                                 |                          | 47° 40′ 04″ nord, 0° 18′ 50″ est   | « PA00109982 »                | Inscrit        | 1926               | Église Notre-Dame de Vaas                                      |
| Église Saint-Étienne de Valennes                                        | Valennes                             |                          | 47° 59′ 44″ nord, 0° 48′ 36″ est   |                               |                |                    | Église Saint-Étienne de Valennes                               |
| Église Saint-Pierre de Vallon-sur-Gée                                   | Vallon-sur-Gée                       |                          | 47° 57′ 46″ nord, 0° 03′ 53″ ouest | « PA00109983 »                | Classé         | 1932               | Église Saint-Pierre de Vallon-sur-Gée                          |
| Église Saint-Martin de Vancé                                            | Vancé                                |                          | 47° 49′ 55″ nord, 0° 38′ 49″ est   |                               |                |                    | Église Saint-Martin de Vancé                                   |
| Église Saint-Denis de Verneil-le-Chétif                                 | Verneil-le-Chétif                    |                          | 47° 44′ 00″ nord, 0° 17′ 42″ est   |                               |                |                    | Église Saint-Denis de Verneil-le-Chétif                        |
| Église Saint-Médard de Vernie                                           | Vernie                               |                          | 48° 11′ 02″ nord, 0° 01′ 15″ est   |                               |                |                    | Image manquante Téléverser                                     |
| Église Saint-Denis de Vezot                                             | Vezot                                |                          | 48° 21′ 09″ nord, 0° 17′ 29″ est   | « PA00109987 »                | Classé         | 1976               | Église Saint-Denis de Vezot                                    |
| Église Saint-Jean-Baptiste de Vibraye                                   | Vibraye                              |                          | 48° 03′ 37″ nord, 0° 44′ 03″ est   |                               |                |                    | Église Saint-Jean-Baptiste de Vibraye                          |
| Église Saint-Rémy de Villaines-la-Carelle                               | Villaines-la-Carelle                 |                          | 48° 22′ 37″ nord, 0° 17′ 56″ est   |                               |                |                    | Église Saint-Rémy de Villaines-la-Carelle                      |
| Église Saint-Hilaire de Villaines-la-Gonais                             | Villaines-la-Gonais                  |                          | 48° 08′ 10″ nord, 0° 36′ 03″ est   |                               |                |                    | Église Saint-Hilaire de Villaines-la-Gonais                    |
| Église Notre-Dame de Villaines-sous-Lucé                                | Villaines-sous-Lucé                  |                          | 47° 52′ 00″ nord, 0° 28′ 55″ est   |                               |                |                    | Église Notre-Dame de Villaines-sous-Lucé                       |
| Église Saint-Germain de Villaines-sous-Malicorne                        | Villaines-sous-Malicorne             |                          | 47° 45′ 53″ nord, 0° 05′ 58″ ouest |                               |                |                    | Église Saint-Germain de Villaines-sous-Malicorne               |
| Église Sainte-Marie de Chassé                                           | Villeneuve-en-Perseigne              |                          | 48° 26′ 48″ nord, 0° 12′ 13″ est   |                               |                |                    | Église Sainte-Marie de Chassé                                  |
| Église Saint-Georges de La Fresnaye-sur-Chédouet                        | Villeneuve-en-Perseigne              |                          | 48° 26′ 53″ nord, 0° 15′ 14″ est   |                               |                |                    | Église Saint-Georges de La Fresnaye-sur-Chédouet               |
| Église Saint-Gervais-et-Saint-Protais de Lignières-la-Carelle           | Villeneuve-en-Perseigne              |                          | 48° 26′ 04″ nord, 0° 10′ 34″ est   |                               |                |                    | Église Saint-Gervais-et-Saint-Protais de Lignières-la-Carelle  |
| Église de Montigny                                                      | Villeneuve-en-Perseigne              |                          | 48° 27′ 29″ nord, 0° 11′ 00″ est   |                               |                |                    | Image manquante Téléverser                                     |
| Église de la Trinité de Roullée                                         | Villeneuve-en-Perseigne              |                          | 48° 27′ 54″ nord, 0° 18′ 16″ est   |                               |                |                    | Église de la Trinité de Roullée                                |
| Église Saint-Rigomer de Saint-Rigomer-des-Bois                          | Villeneuve-en-Perseigne              |                          | 48° 23′ 18″ nord, 0° 10′ 21″ est   |                               |                |                    | Église Saint-Rigomer de Saint-Rigomer-des-Bois                 |
| Basilique Notre-Dame du Chêne                                           | Vion                                 |                          | 47° 48′ 47″ nord, 0° 16′ 25″ ouest |                               |                |                    | Basilique Notre-Dame du Chêne                                  |
| Église Saint-Aubin de Vion                                              | Vion                                 |                          | 47° 49′ 08″ nord, 0° 14′ 18″ ouest |                               |                |                    | Église Saint-Aubin de Vion                                     |
| Église Saint-Étienne de Viré-en-Champagne                               | Viré-en-Champagne                    |                          | 47° 59′ 02″ nord, 0° 17′ 28″ ouest |                               |                |                    | Église Saint-Étienne de Viré-en-Champagne                      |
| Église Saint-Hippolyte de Vivoin                                        | Vivoin                               |                          | 48° 14′ 02″ nord, 0° 09′ 23″ est   | « PA00109989 »                | Classé         | 1840               | Église Saint-Hippolyte de Vivoin                               |
| Église Saint-Jacques de Congé-des-Guérets                               | Vivoin                               |                          | 48° 15′ 47″ nord, 0° 09′ 30″ est   |                               |                |                    | Image manquante Téléverser                                     |
| Église Saint-Étienne de Voivres-lès-le-Mans                             | Voivres-lès-le-Mans                  |                          | 47° 55′ 44″ nord, 0° 04′ 18″ est   |                               |                |                    | Église Saint-Étienne de Voivres-lès-le-Mans                    |
| Église Saint-Vincent de Volnay                                          | Volnay                               |                          | 47° 55′ 58″ nord, 0° 28′ 07″ est   |                               |                |                    | Église Saint-Vincent de Volnay                                 |
| Église Saint-Martin de Vouvray-sur-Huisne                               | Vouvray-sur-Huisne                   |                          | 48° 05′ 14″ nord, 0° 33′ 02″ est   |                               |                |                    | Image manquante Téléverser                                     |
| Église Saint-Martin d'Yvré-le-Pôlin                                     | Yvré-le-Pôlin                        | Rue du 8-Mai.            | 47° 49′ 07″ nord, 0° 09′ 10″ est   |                               |                |                    | Église Saint-Martin d'Yvré-le-Pôlin                            |
| Église Saint-Germain d'Yvré-l'Évêque                                    | Yvré-l'Évêque                        |                          | 48° 00′ 49″ nord, 0° 16′ 18″ est   | « PA00109993 »                | Inscrit        | 1926               | Église Saint-Germain d'Yvré-l'Évêque                           |